# فولکس‌واگن گلف ام‌کی۷
فولکس‌واگن گلف (ام‌کی۷) یک خودروی سگمنت سی است که توسط خودروساز آلمانی فولکس‌واگن ساخته شده است. این خودرو هفتمین نسل از سری گلف و جانشین گلف ام‌کا۶ است و در ۴ سپتامبر ۲۰۱۲ در برلین معرفی شد، قبل از عرضه عمومی در نمایشگاه خودرو پاریس ۲۰۱۲. فروش این مدل در اروپا در نوامبر ۲۰۱۲ آغاز شد.
گلف ام‌کا۷ که در حالت‌های بدنه سه در و پنج در هاچ‌بک، ون و استیت عرضه می‌شود، پلت‌فرم MQB مشترک با نسل سوم آئودی ای۳، سیات لئون و اشکودا اکتاویا دارد.
در نوامبر ۲۰۱۶، فولکس‌واگن فیس‌لیفت گلف ام‌کا۷ را ارائه کرد. در دسامبر ۲۰۱۹ گلف ام‌کا۸ که بر روی پلت فرم MQB Evo ساخته شده است، جایگزین این خودرو شد. تولید ئی-گلف و گلف واریانت در اواسط سال ۲۰۲۰ به پایان رسید.

## بررسی
در مقایسه با نسل قبلی، گلف ام‌کا۷ دارای کابین جادارتر با فضای شانه بیشتر برای سرنشینان جلو و عقب، فضای پای بیشتر در عقب و فضای صندوق عقب بیشتر است. گلف ام‌کا۷ ۲۰ میلیمتر (۰٫۸ اینچ) عریض تر از ام‌کا۶ است و فاصله بین دو محور آن نیز ۵۹ میلیمتر (۲٫۳ اینچ) طولانی‌تر است.
گزینه‌های موتور در زمان عرضه شامل موتورهای ۱٫۲ و ۱٫۴ لیتری توربوشارژر بنزینی به ترتیب با قدرت ۸۵ اسب بخار متری (۶۳ کیلووات؛ ۸۴ اسب بخار) و ۱۴۰ اسب بخار متری (۱۰۳ کیلووات؛ ۱۳۸ اسب بخار) و همچنین موتورهای ۱٫۶ و ۲٫۰ لیتری دیزل به ترتیب با قدرت ۱۰۵ اسب بخار متری (۷۷ کیلووات؛ ۱۰۴ اسب بخار) و ۱۵۰ اسب بخار متری (۱۱۰ کیلووات؛ ۱۴۸ اسب بخار). مدل ۱٫۶ تی‌دی‌آی بلوموشن کانسپت دارای مصرف سوخت ترکیبی تئوری ۳٫۲ لیتر بر ۱۰۰ کیلومتر (۸۸ مایل بر گالون بریتانیایی؛ ۷۴ مایل بر گالون آمریکایی) و انتشار کربن دی‌اکسید ۸۵ گرم در کیلومتر پیش‌بینی شده است.
سبک‌های بدنه موجود عبارتند از هاچ‌بک‌های سه و پنج در (شامل مدل‌های گلف جی‌تی‌آی و گلف آر با عملکرد بالا) و استیشن (استیت) پنج در (معروف به اسپورت‌واگن در ایالات متحده، اولین بار در مه ۲۰۱۵ تبلیغ شد). فروش هاچ‌بک سه در به خوبی نسل‌های قبلی نبود و با عرضه مدل نسل هشتم در اواخر سال ۲۰۱۹ کنار گذاشته شد.
نسخه ون مبتنی بر گلف سه در فقط در ایرلند به مشتریان تجاری فروخته شد و با ترجیح شرکت‌ها به انتخاب مدل بزرگ‌تر فولکس‌واگن کدی لغو شد.
در زمان عرضه در بازار ایالات متحده، فولکس واگن مدل گلف اسپرت را نیز عرضه کرد. حدود ۶۵۰ عدد از مدل‌های پنج در SE ساخته شد که مجهز به گیربکس شش سرعته اتوماتیک بودند. مدل اسپورت که در رنگ‌های سفید خالص یا خاکستری پلاتینیوم ارائه می‌شود، از نظر بصری با کیت بدنه‌ای که شامل اسپویلر لبه‌ای جلو، دامن‌های کناری، والنس عقب، اسپویلر عقب بزرگ‌تر و سر اگزوز کرومی است، بهبود یافته است.
گلف در اوایل ژانویه در بریتانیا به فروش رفت و در آوریل ۲۰۱۳ نیز در استرالیا عرضه شد.
در برزیل، گلف ام‌کا۷ در سپتامبر ۲۰۱۳ تنها در تریم‌های High-line و GTI عرضه شد و از مارس ۲۰۱۴ تیپ Comfortline در دسترس قرار گرفت. مامی مدل‌ها تا سال ۲۰۱۵ از آلمان وارد می‌شدند و در آن سال مونتاژ داخلی آغاز شد.
این خودرو در معرفی خود در سال ۲۰۱۳ برنده جایزه خودروی سال ژاپن شد برای که اولین بار به یک محصول اروپایی اعطا شد.
در ۲۰ خرداد ۱۳۹۷ ماموت خودرو پیش‌فروش فولکس‌واگن گلف جی‌تی‌آی را در ایران آغاز کرد.

### سیستم‌های ایمنی جدید
- حفاظت فعال از سرنشینان[۲۰]
- سیستم ترمز چند برخورد
- کروز کنترل تطبیقی (اختیاری)
- سیستم جلوگیری از برخورد (دستیار جلو) با ترمز اضطراری شهری (اختیاری)
- دستیار حفظ خطوط (اختیاری)
- تشخیص خستگی راننده (اختیاری)
- تشخیص علائم راهنمایی و رانندگی (اختیاری)
- سیستم پارک اتوماتیک (اختیاری)
- دوربین کمکی عقب (اختیاری)

### یورو ان‌سی‌ای‌پی
گلف، در پیکربندی استاندارد بازار اروپا، در سال ۲۰۱۲ موفق به دریافت ۵ ستاره از یورو ان‌سی‌ای‌پی شد.

### لاتین ان‌سی‌ای‌پی
گلف، در ابتدایی‌ترین پیکربندی بازار آمریکای لاتین خود با ۷ کیسه هوا، در سال ۲۰۱۴ موفق به دریافت ۵ ستاره برای سرنشینان بزرگسال و ۵ ستاره برای کودکان نوپا از لاتین ان‌سی‌ای‌پی شد، و در سال ۲۰۱۷ موفق به دریافت ۵ ستاره برای سرنشینان بزرگسال و ۵ ستاره برای کودکان نوپا و همچنین جایزه پیشرفته در سال ۲۰۱۷ شد.

### IIHS
گلف ۲۰۲۱ توسط IIHS آزمایش شد:
| همپوشانی کوچک جلو (راننده)                         | خوب       |
| همپوشانی کوچک جلو (سرنشین)                         | قابل قبول |
| جلو همپوشانی متوسط                                 | خوب       |
| جانبی (تست اصلی)                                   | خوب       |
| استحکام سقف                                        | خوب       |
| تکیه گاه سر و صندلی                                | خوب       |
| چراغ‌های جلو                                        | ضعیف      |
| پیشگیری از تصادف جلو (خودرو به وسیله نقلیه)        | برتر      |
| پیشگیری از تصادف جلو (خودرو به عابر پیاده، روزانه) | پیشرفته   |
| لنگر صندلی کودک (LATCH) سهولت استفاده              | قابل قبول |

## استیشن (گلف واریانت، گلف اسپورت‌واگن و گلف آلتراک)
مدل استیت/استیشن واگن گلف در نمایشگاه خودرو ژنو در مارس ۲۰۱۳ معرفی شد. این مدل در آلمان با نام گلف واریانت و در ایالات متحده و کانادا با نام گلف اسپورت‌واگن به بازار عرضه شد و جایگزین نام جتا اسپورت‌واگن شد که قبلاً در ایالات متحده استفاده می‌شد.
حجم فضای بار گلف استیشن از ۵۰۵ لیتر نسخه قبلی خود به ۶۰۵ لیتر (تا پشتی صندلی عقب) در مقابل ۳۸۰ لیتر گلف هاچ بک افزایش یافت. تا پشتی صندلی‌های جلو و زیر سقف، گلف استیشن حجم بار ۱۶۲۰ لیتر (در مقابل ۱۴۹۵ لیتر گلف استیشن ام‌کا۶) را ارائه می‌دهد. پشتی صندلی‌های عقب را می‌توان از راه دور از طریق خلاصی در صندوق عقب تا کرد. چهار موتور بنزینی و سه موتور دیزلی از ۸۵ اسب بخار متری (۶۳ کیلووات؛ ۸۴ اسب بخار) تا ۱۴۰ اسب بخار متری (۱۰۳ کیلووات؛ ۱۳۸ اسب بخار) برای موتورهای بنزینی استاندارد و ۹۰ اسب بخار متری (۶۶ کیلووات؛ ۸۹ اسب بخار) تا ۱۵۰ اسب بخار متری (۱۱۰ کیلووات؛ ۱۴۸ اسب بخار) برای موتورهای دیزلی در دسترس بود. برای اولین بار، گلف استیشن به عنوان یک مدل بلوموشن «کامل» شامل آیرودینامیک اصلاح شده نیز در دسترس بود. این مدل از یک موتور ۱٫۶ لیتری دیزلی با قدرت ۱۱۰ اسب بخار و گیربکس شش سرعته دستی استفاده می‌کند و انتظار می‌رفت انتشار گازهای گلخانه‌ای ترکیبی ۸۵٫۶ مایل بر کیلوگرم (معادل ۸۷ گرم در کیلومتر CO2
داشته باشد.
گلف آر استیشن از همان موتور EA888 دو لیتری و سیستم چهار چرخ محرک موجود در گلف آر هاچ‌بک به همراه سایر ویژگی‌های منحصر به فرد R استفاده می‌کرد.
گلف آلتراک به عنوان یک نسخه مقاوم از گلف استیت با سیستم تعلیق کمی برآمده، روکش بدنه و سیستم چهار چرخ محرک، در میان سایر تغییرات جزئی مکانیکی معرفی شد.
گلف اسپورت‌واگن در سطوح تریم S, SE و GT/SEL (Trendline, Comfortline و Highline در کانادا) موجود بود و از پیشرانه‌های مشابه گلف استاندارد استفاده می‌کرد. گلف اسپورت‌واگن با استفاده از موتور ۱٫۸ لیتری با گیربکس ۶ سرعته دستی یا ۶ سرعته DSG تا زمانی که تولید آن در سال ۲۰۲۰ متوقف شود نیرو می‌گرفت. سیستم چهار چرخ متحرک در ایالات متحده و کانادا نیز از سال ۲۰۱۷ در دسترس بود. اسپورت‌واگن AWD پیشرانه مشترکی با مدل آلتراک داشت، اگرچه تغییرات دیگری که برای آن زیرمدل ایجاد شده بود را در خود جای نداد.

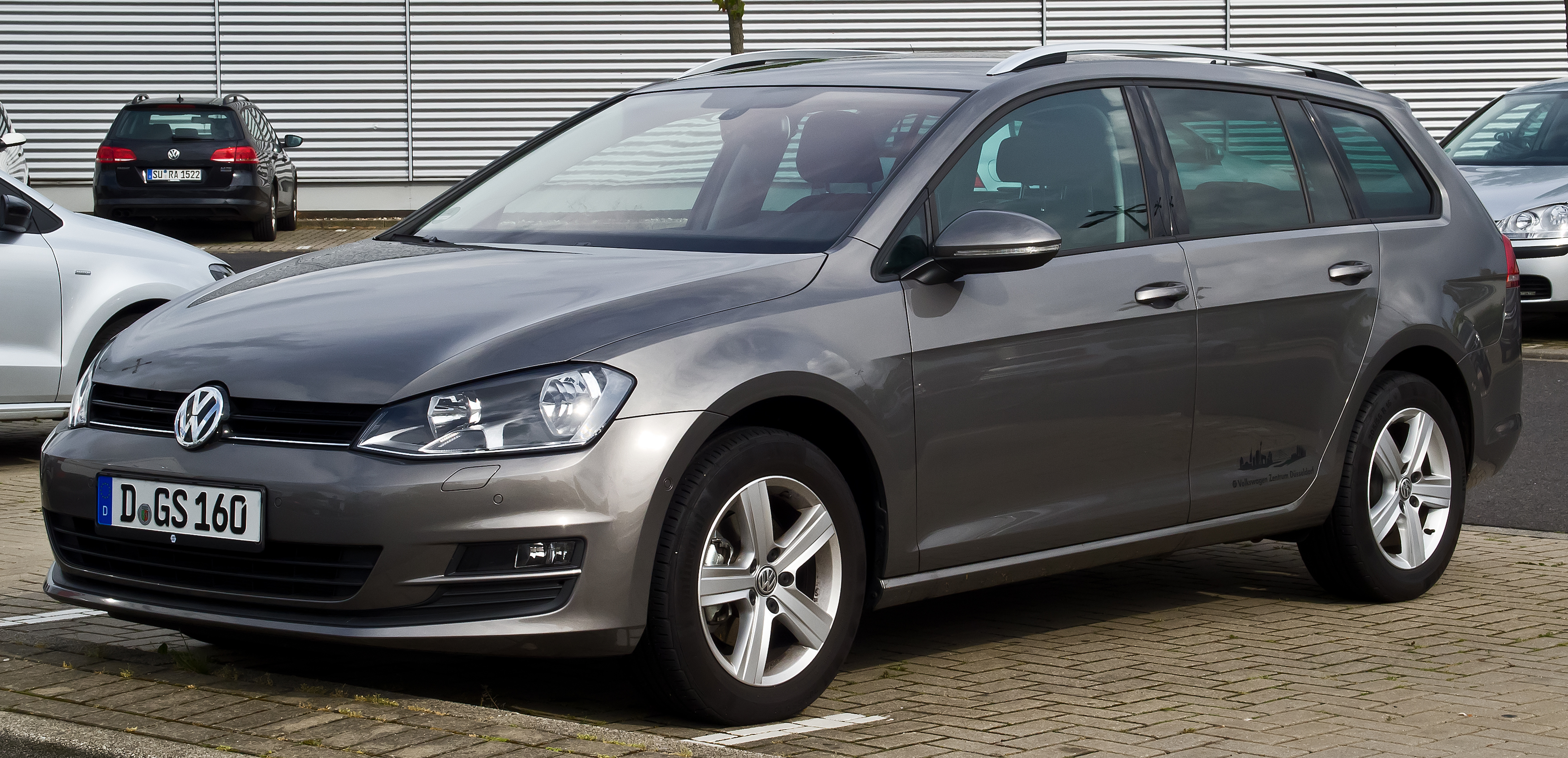
گلف واریانت
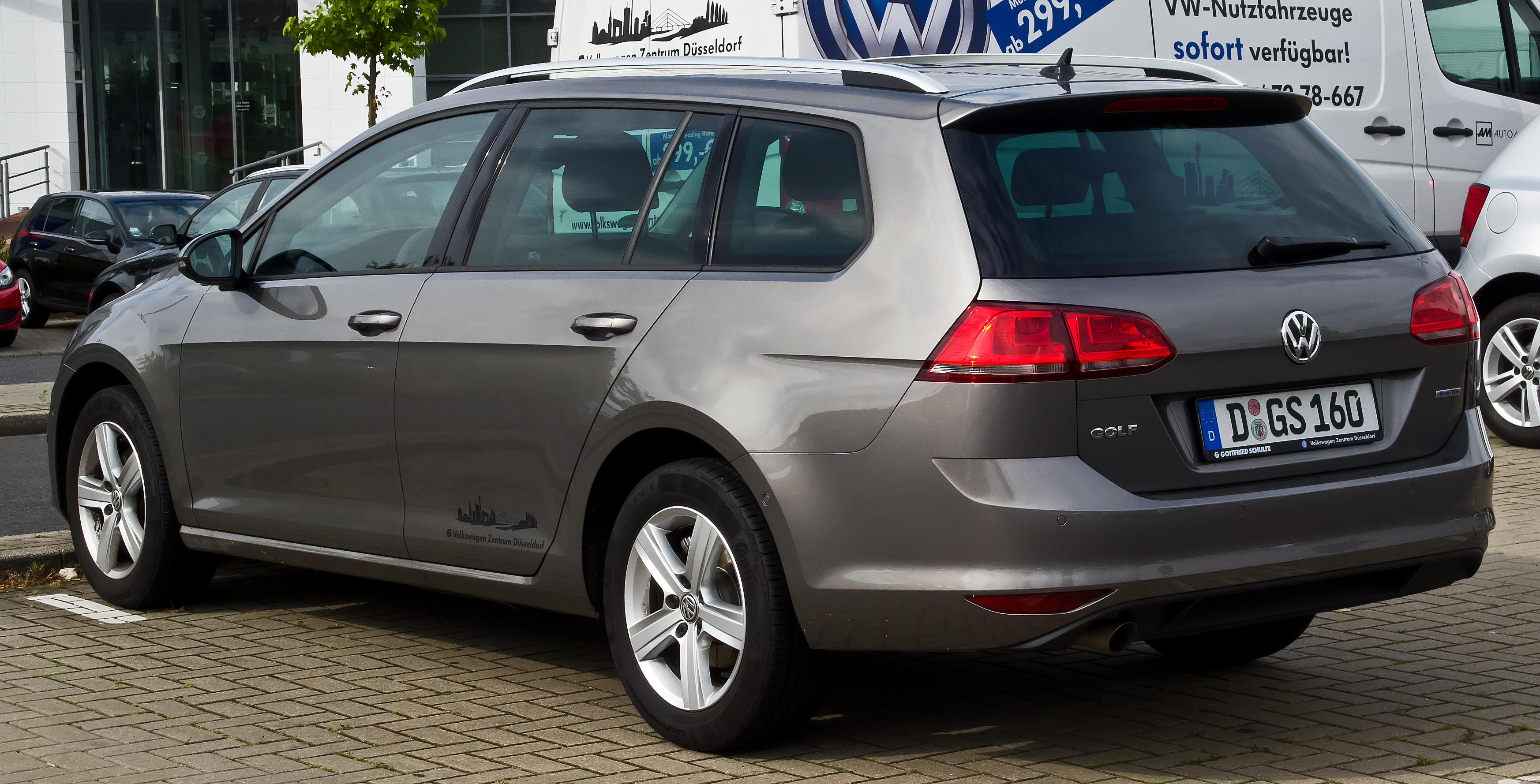
گلف واریانت
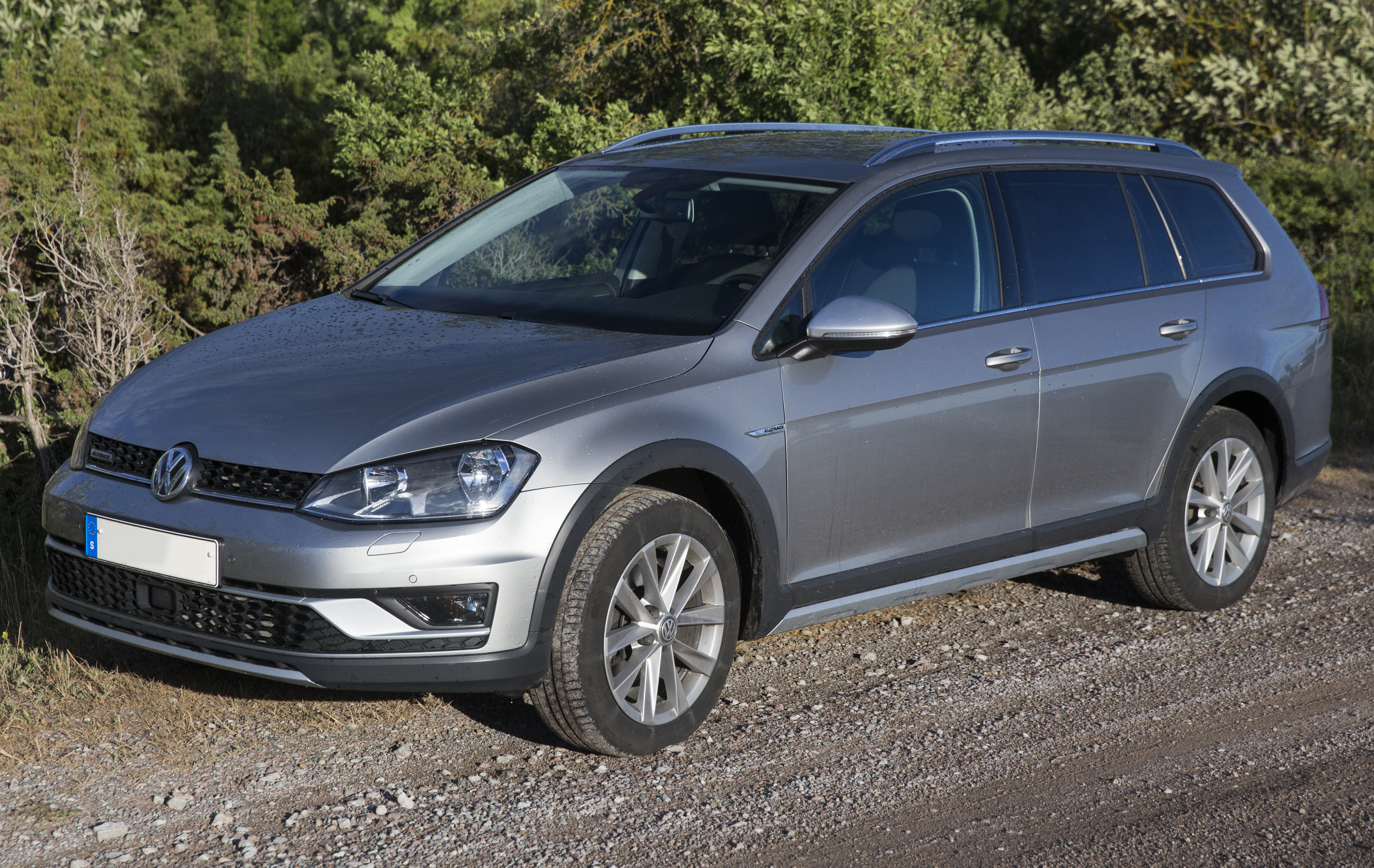
گلف آلتراک ۲۰۱۵ (پیش از فیس‌لیفت، اروپا)
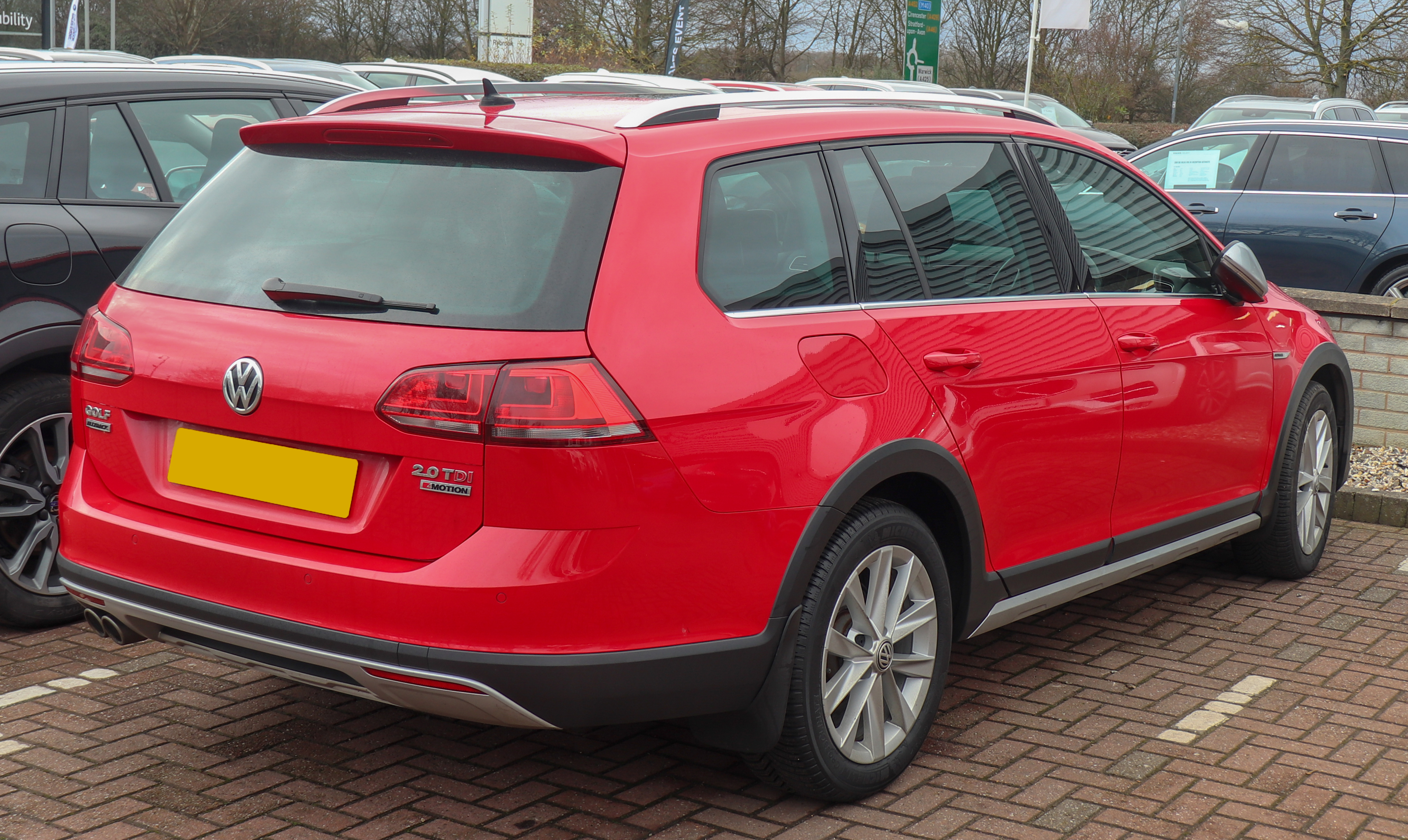
گلف آلتراک ۲۰۱۶ (پیش از فیس‌لیفت، انگلستان)
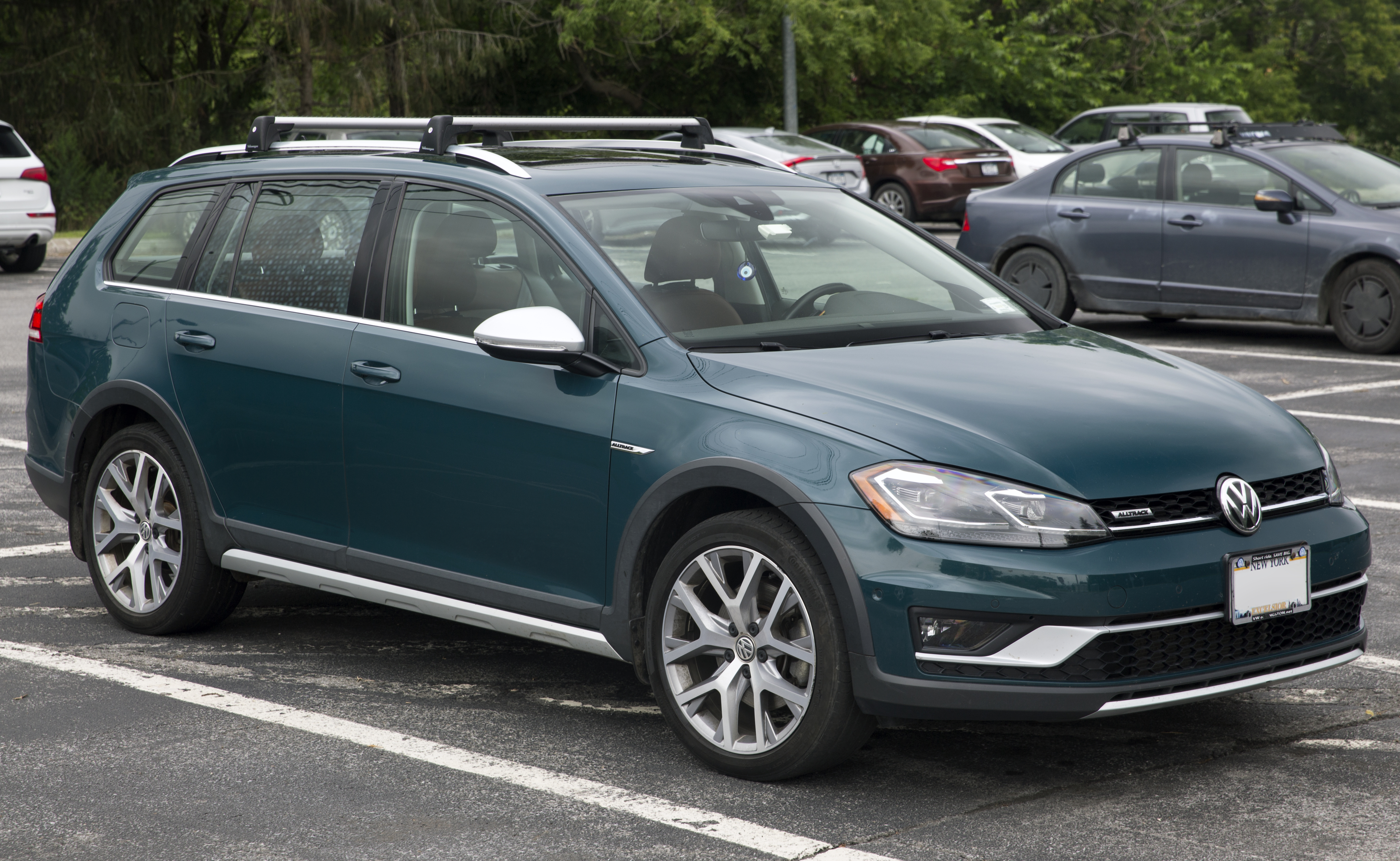
گلف آلتراک ۲۰۱۸ (فیس‌لیفت، ایالات متحده آمریکا)
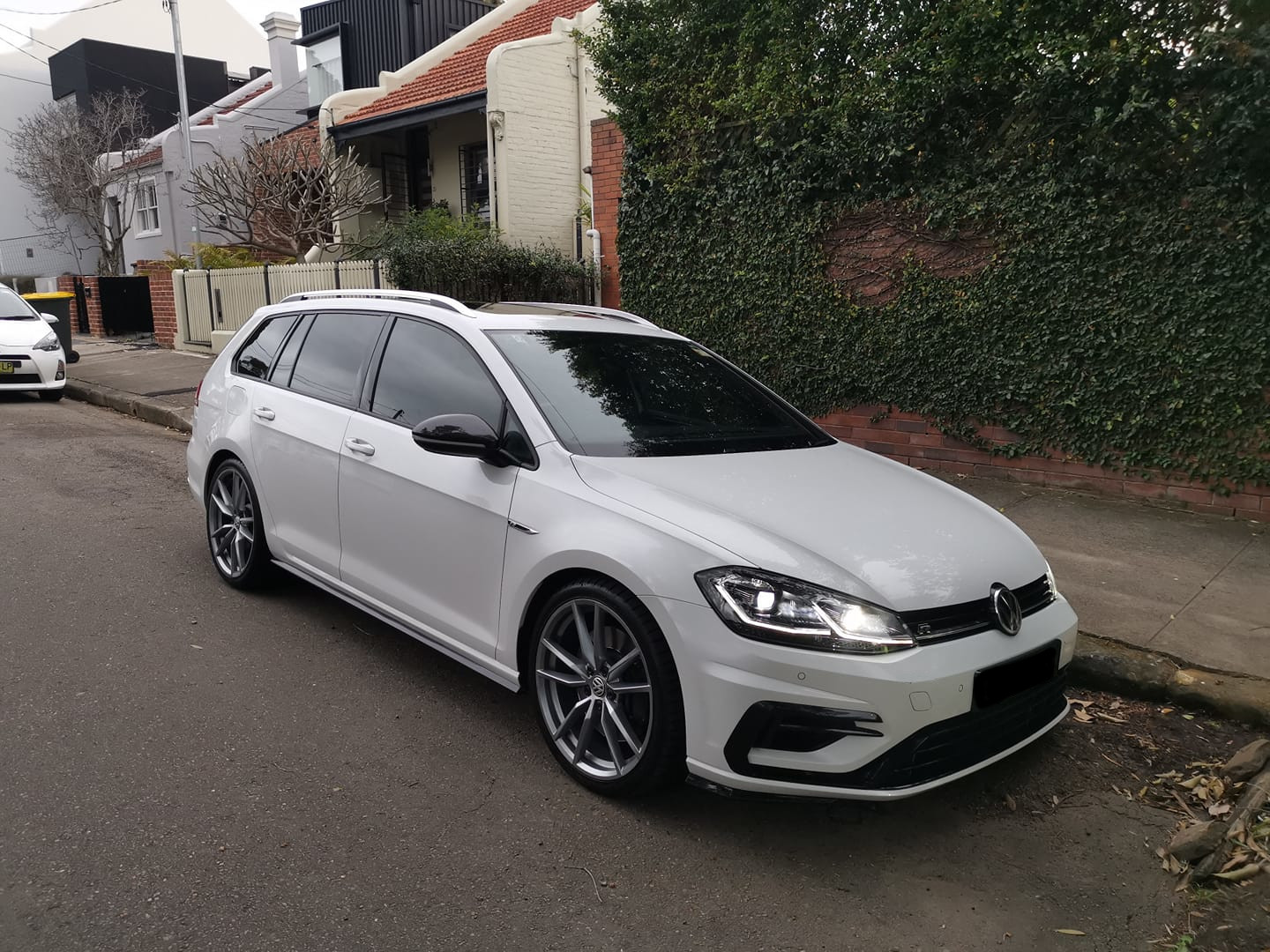
گلف آر استیت ۲۰۱۸ (فیس‌لیفت، استرالیا)

## ئی-گلف

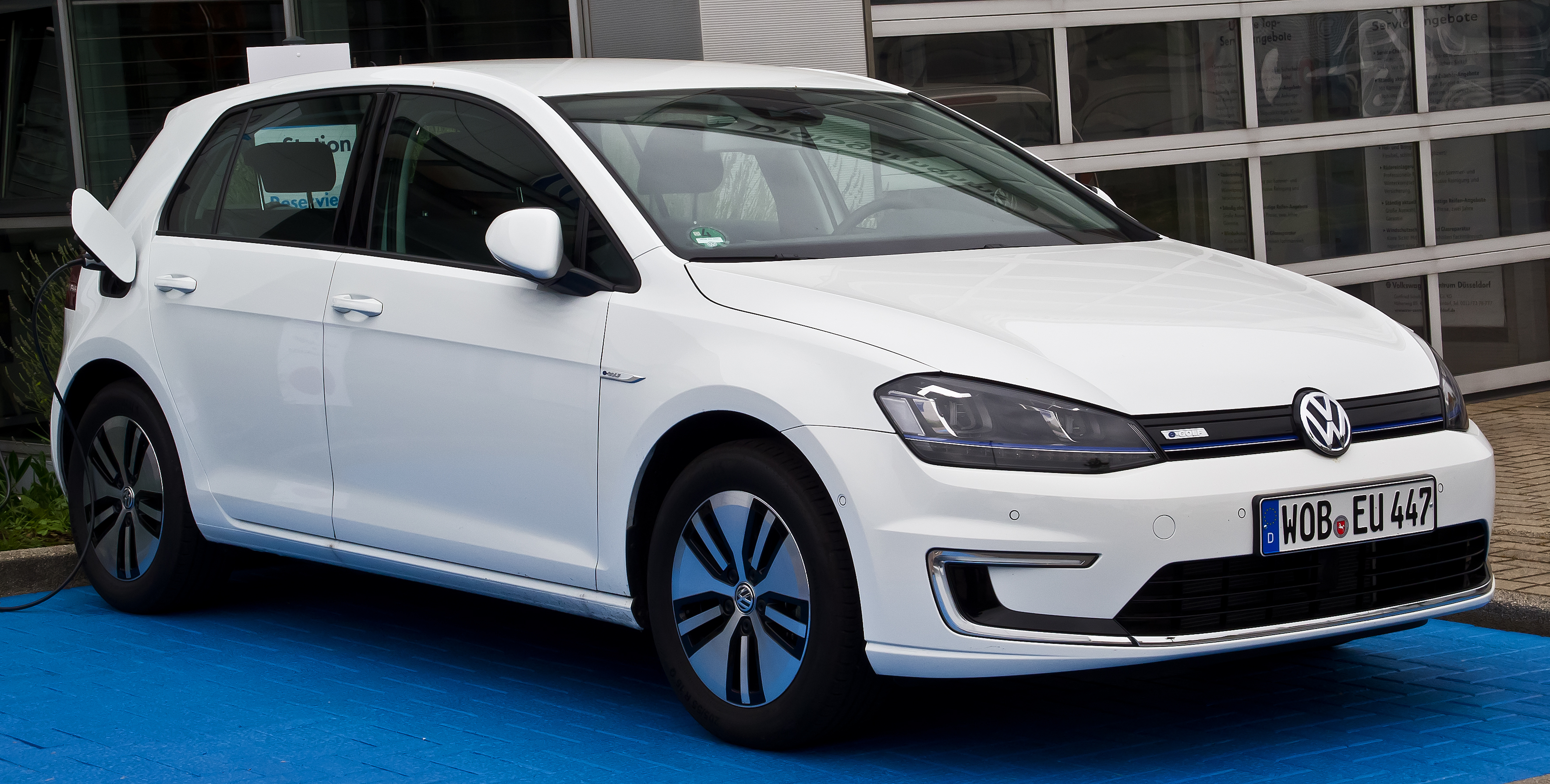
فولکس‌واگن ئی-گلف

نسخه تولیدی فولکس‌واگن ئی-گلف ۲۰۱۴ در نمایشگاه خودرو فرانکفورت ۲۰۱۳ رونمایی شد. در ۱۴ فوریه ۲۰۱۴، فولکس‌واگن فروش ئی-گلف را در آلمان آغاز کرد. در نروژ، ئی-گلف برای پیش‌فروش در ۲۵ فوریه ۲۰۱۴ با موعد تحویل در ژوئن ۲۰۱۴ در دسترس قرار گرفت. در ۱۱ مارس ۲۰۱۴، فولکس‌واگن سفارش ئی-گلف را در بریتانیا آغاز کرد و تحویل آن در پایان ژوئن آغاز شد. تولید وسایل نقلیه برای مشتریان خرده فروشی در مارس ۲۰۱۴ آغاز شد. فروش ئی-گلف در ایالات متحده در ایالات منتخب در نوامبر ۲۰۱۴ با مدل SEL Premium برای مدل سال ۲۰۱۵ آغاز شد. فولکس‌واگن فروش ئی-گلف را در بریتانیا در سال ۲۰۲۱ متوقف کرد.

### پیشرانه و مشخصات

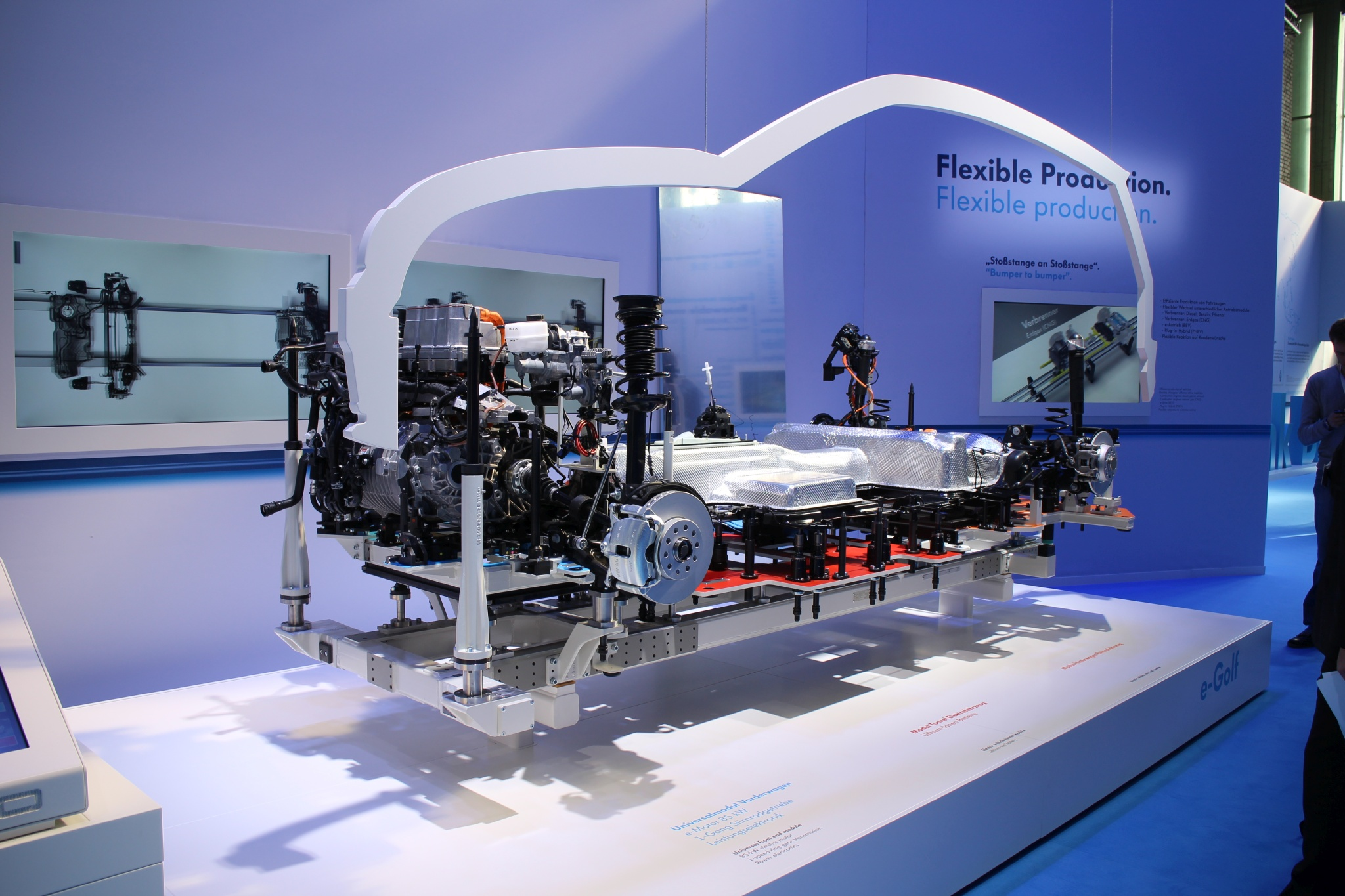
شاسی ئی-گلف؛ باتری کششی زیر روکش‌های نقره‌ای قرار دارد

به گفته فولکس‌واگن، ئی-گلف دارای برد عملی تمام الکتریکی از ۱۳۰ تا ۱۹۰ کیلومتر (۸۱ تا ۱۱۸ مایل) است. رقم اعلامی توسط چرخه رسمی NEDC مقدار ۱۹۰ کیلومتر (۱۱۸ مایل)، که در زمستان به ۸۰ تا ۱۲۰ کیلومتر (۵۰ تا ۷۵ مایل) کاهش می‌یابد. طبق چرخه رانندگی EPA مورد استفاده در ایالات متحده، ئی-گلف ۲۰۱۵ دارای برد ۸۳ مایل (۱۳۴ کیلومتر) و بازده ترکیبی شهر/بزرگراه ۱۱۶ miles per gallon gasoline equivalent (۳۰ kilowatt-hours per 100 miles) (مایل در هر گالن معادل بنزین) است. تجربه دنیای واقعی نشان داد که پیمایش بسته به شرایط آب و هوا و استفاده از سیستم تهویه بین ۵۸ و ۱۱۰ مایل (۹۳ و ۱۷۷ کیلومتر) متغیر است، با میانگین راندمان ۳٫۷ مایل/کیلووات ساعت. این ارقام با بیش از ۲٬۷۰۰ مایل (۴٬۳۰۰ کیلومتر) رانندگی که بیشتر در داخل شهر بود به دست آمد. یک پمپ حرارتی به عنوان گزینه‌ای برای کاهش توان مصرفی بخاری در هوای سرد موجود بود.
باتری کششی ولتاژ بالا دارای ظرفیت ذخیره‌سازی ۲۴٫۲ کیلووات ساعت، متشکل از ۲۶۴ سلول مجزا که در ۲۷ ماژول ۶ یا ۱۲ سلولی مرتب شده‌اند، می‌باشد. ولتاژ اسمی آن نیز ۳۲۳ ولت می‌باشد. : ۲۵ وزن کلی کل وسیله نقلیه، با احتساب راننده، ۱٬۵۱۰ کیلوگرم (۳٬۳۳۰ پوند) بود که از این تعداد ۳۱۸ کیلوگرم (۷۰۱ پوند) آن برای باتری بود. در ابتدا، ئی-گلف با یک باتری مایع‌خنک در نوامبر ۲۰۱۳ معرفی شد با این حال، توصیف «مایع‌خنک» از انتشارات مطبوعاتی بعدی در اوایل سال ۲۰۱۴ حذف شد. مدیریت حرارتی فعال برای بسته باتری حذف شد، زیرا آزمایش داخلی با استفاده از نمونه‌های اولیه ئی-گلف ام‌کا۶ نشان داد که دمای بالای محیط بر عملکرد باتری تأثیر نمی‌گذارد. باتری کوچکتر در جی‌تی‌ئی هیبریدی بنزینی-الکتریکی از مدیریت حرارتی فعال استفاده می‌کند؛ اما این مدل به‌عنوان نسخه هیبریدی جی‌تی‌آی اسپورت به‌جای معادل ئی-گلف به‌عنوان نسخه الکتریکی گلف ام‌کا۷ معمولی، قرار می‌گیرد.

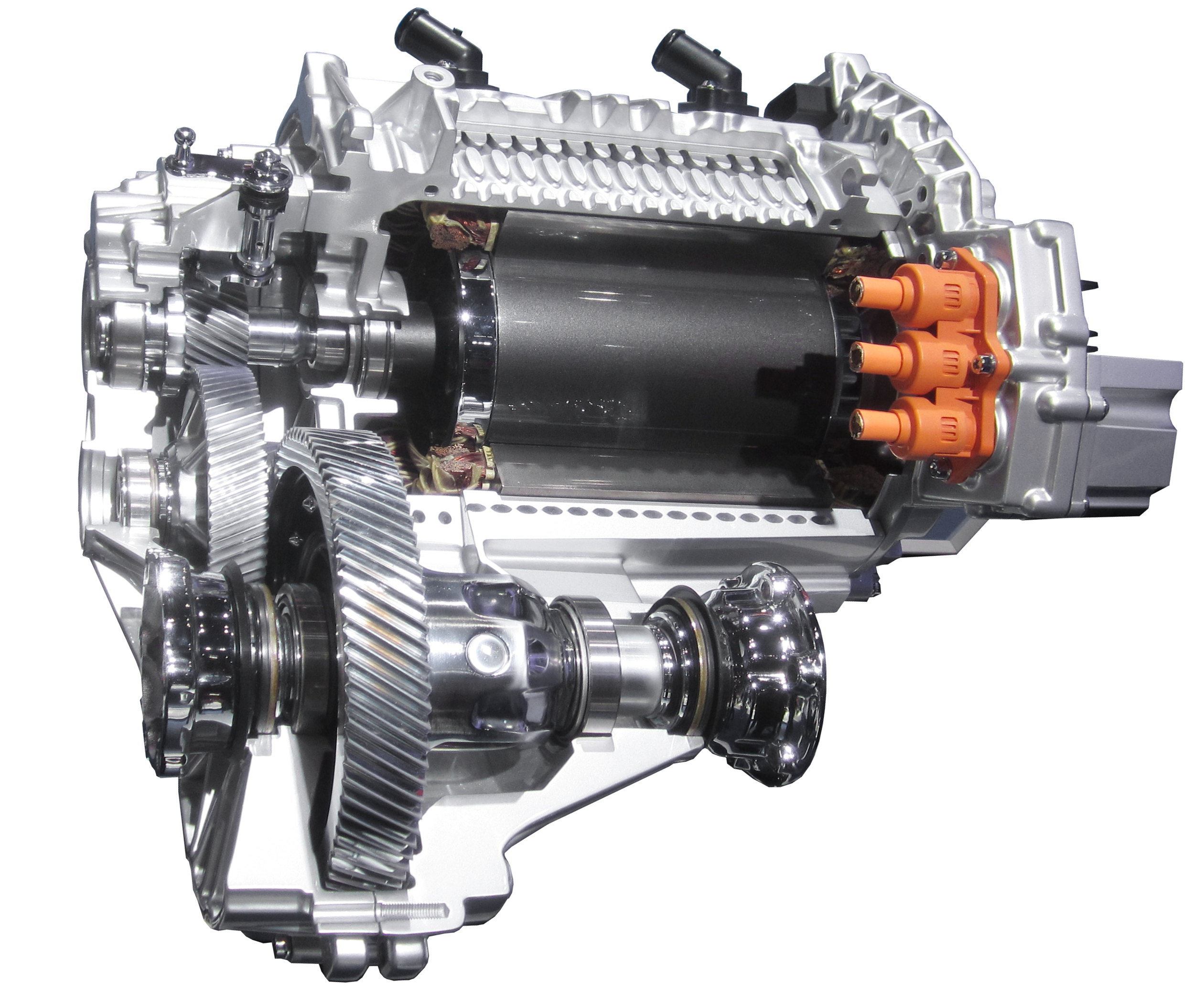
موتور کششی EEM 85 یکپارچه و گیربکس EQ 270 تک سرعته

مدل ۲۰۱۴ تا ۲۰۱۶ ئی-گلف دارای موتور کششی (طراحی EEM 85) و گیربکس تک سرعته (EQ 270) با خروجی ۸۵ کیلووات (۱۱۴ اسب بخار) / ۲۷۰ نیوتن متر (۲۰۰ پوند نیرو-فوت) در حالت "عادی" است؛ که در صورت استفاده از حالت‌های "Eco" و "Eco+" به ترتیب قدرت / گشتاور خروجی به ۹۴ اسب بخار (۷۰ کیلووات) / ۱۶۲ پوند-فوت (۲۲۰ نیوتن متر) و ۷۳ اسب بخار (۵۴ کیلووات) / ۱۲۹ پوند-فوت (۱۷۵ نیوتن متر) کاهش می‌یابد. همچنین هر دو حالت Eco و Eco+ سیستم تهویه مطبوع را غیرفعال می‌کنند. علاوه بر این، چهار سطح مختلف ترمز احیا کننده را می‌توان در آن انتخاب کرد. : ۱۴ شارژر AC استاندارد داخلی دارای حداکثر توان ورودی ۳٫۶ کیلووات است و به عنوان یک گزینه انتخابی، شارژ سریع DC با استفاده از کانکتور سیستم شارژ ترکیبی (CCS) در دسترس است؛ که توان DC را با حداکثر نرخ ۴۰ کیلووات می‌پذیرد : ۲۷–۲۸ گزینه شارژ سریع DC همچنین شارژر AC را به ۷٫۲ کیلووات ارتقا می‌دهد.
حداکثر سرعت به صورت الکترونیکی به ۱۴۰ کیلومتر بر ساعت (۸۷ مایل بر ساعت) محدود شده است. از نظر خارجی، ئی-گلف را می‌توان با چراغ‌های ال‌ئی‌دی کامل و حذف خروجی اگزوز از مدل‌های گلف ام‌کا۷ سوخت فسیلی متمایز کرد.

### ارتقا در سال ۲۰۱۷

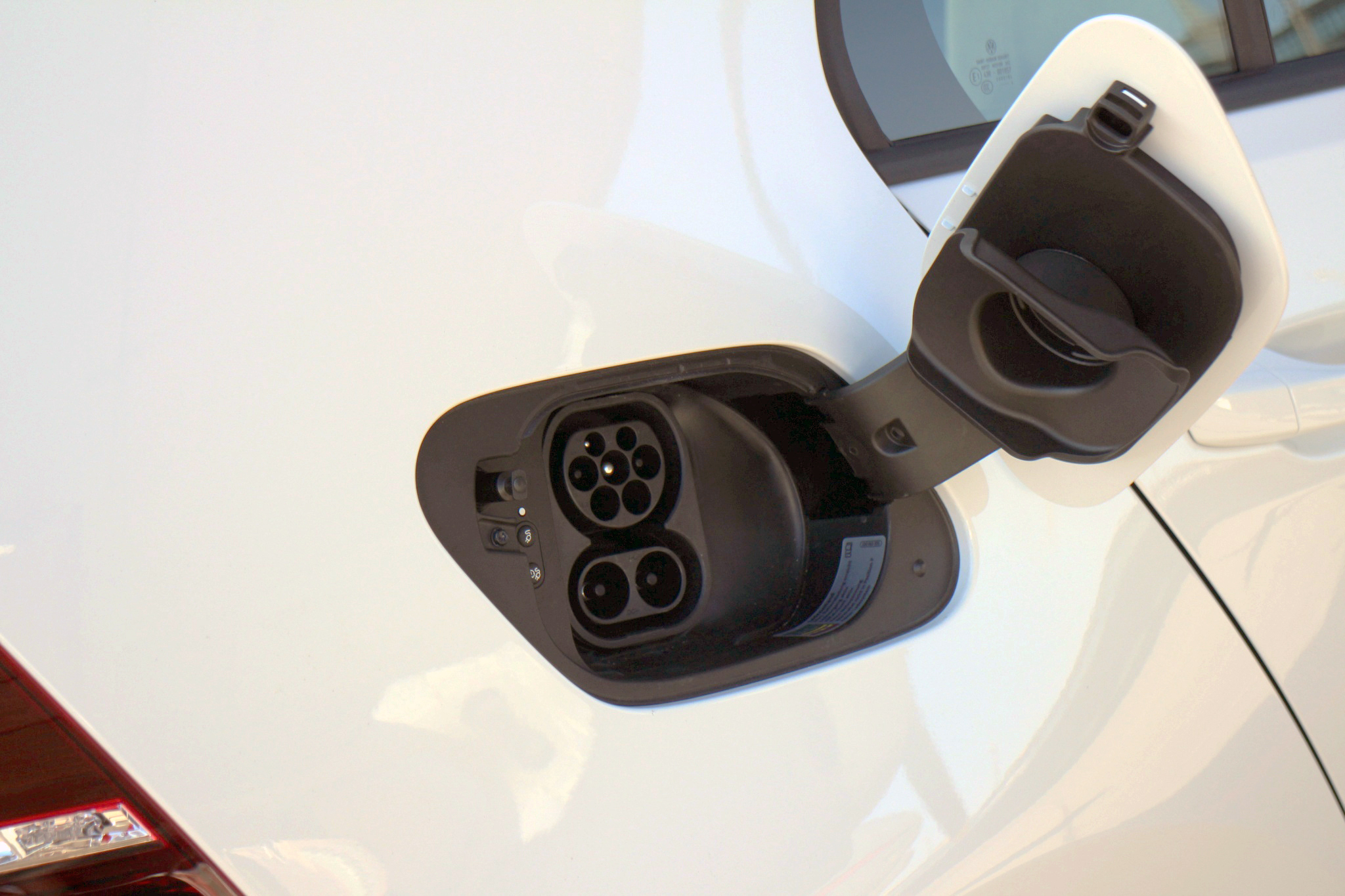
ورودی خودرو CCS (تایپ ۲) و در باک باز

نسخه ۲۰۱۷ (ام‌کا۷٫۵) دارای بسته باتری بهبود یافته با ظرفیت ذخیره‌سازی بیشتر ۳۵٫۸ کیلووات ساعت، برد ۳۰۰ کیلومتر (۱۹۰ مایل) در مقیاس NEDC و رتبه EPA ۱۲۵ مایل (۲۰۱ کیلومتر) است. علاوه بر این، شارژر آنبرد ارتقا یافته است و برق AC را تا ۷٫۲ کیلو وات به عنوان استاندارد می‌پذیرد؛ شارژ سریع DC (با کانکتور CCS) در تریم SE اختیاری بوده و برای تریم‌های SEL Premium و Limited Edition استاندارد بود. خروجی موتور کششی نیز افزایش یافت و به ۱۰۰ کیلووات (۱۳۰ اسب بخار) و ۲۹۰ نیوتن متر (۲۱۰ پوند نیرو-فوت) رسید، که کاهش زمان شتاب از ۰ تا ۱۰۰ کیلومتر بر ساعت (۶۲ مایل بر ساعت) به ۹٫۶ ثانیه را در پی داشت. آزمایش در دنیای واقعی نشان داد که شارژ کامل محدوده ۱۱۰–۱۲۰ مایل (۱۸۰–۱۹۰ کیلومتر) را ارائه می‌دهد. برای مدل سال ۲۰۲۰، به دلیل تغییر در روش آزمایش EPA، ئی-گلف مجدداً به ۱۲۳ مایل (۱۹۸ کیلومتر) رتبه‌بندی شد. برد و رتبه بازده ترکیبی از ۱۱۹ تا ۱۱۳ miles per gallon gasoline equivalent (۲۹ تا ۳۰ kilowatt-hours per 100 miles) کاهش یافت.
ئی-گلف آخرین نسخه هاچ‌بک گلف ام‌کا۷ بود که در اروپا تولید شد و تولید آن به دلیل تقاضای بالا تا اواخر دسامبر ۲۰۲۰ ادامه داشت، پس از سایر مدل‌ها که در سال ۲۰۱۹ تولیدشان متوقف شد. جانشین آن آی‌دی. ۳ در سال ۲۰۱۹ عرض۶ شد و خط تولید کارخانه ترنسپرنت ئی-گلف در درسدن را از اواخر ژانویه ۲۰۲۱ در اختیار گرفت. در ایالات متحده، سهم تولید ئی-گلف مدل ۲۰۲۰ به کانادا منحرف شد.
در چین، تولید داخلی ئی-گلف توسط سرمایه‌گذاری مشترک فاو-فولکس‌واگن جایگزین مدل‌های وارداتی از وولفسبورگ، از سال ۲۰۱۹ شد. این به فولکس‌واگن کمک کرد تا سهمیه خودروهای الکتریکی تحمیل شده توسط چین را برآورده کند: از سال ۲۰۱۹، تولیدکنندگانی که بیش از ۳۰ هزار خودرو در سال می‌فروشند باید اطمینان حاصل کنند که ده درصد از آنها برقی هستند. تولید چینی ئی-گلف توسط FAW-VW در کارخانه فوشان تا سال ۲۰۲۱ با دو مدل، Golf·Pure Electric Motor و Golf·Pure Electric Motor Pro ادامه یافت. کارخانه فوشان که از زمان افتتاح خود در سال ۲۰۱۴ خودروهای پلت‌فرم MQB را تولید می‌کرد، برای افزودن یک خط تولید خودروهای با پلت‌فرم MEB مجدداً به کار گرفته شد و اولین خودروهای آی‌دی. ۴ کروز در اواخر نوامبر ۲۰۲۰ در فوشان تولید شدند.

#### برنامه اسپکتروم
از مدل ۲۰۱۷ تا ۲۰۲۰، ئی-گلف‌های بازار کانادا را می‌توان با یکی از ۴۰ رنگ سفارشی سفارشی ارائه شده به عنوان بخشی از برنامه اسپکتروم فولکس‌واگن با هزینه تقریباً ۳۰۰۰ دلار کانادا انتخاب کرد. در مجموع ۱۰۴ ئی-گلف با رنگ برنامه اسپکتروم سفارش داده شد.

## گلف جی‌تی‌ئی

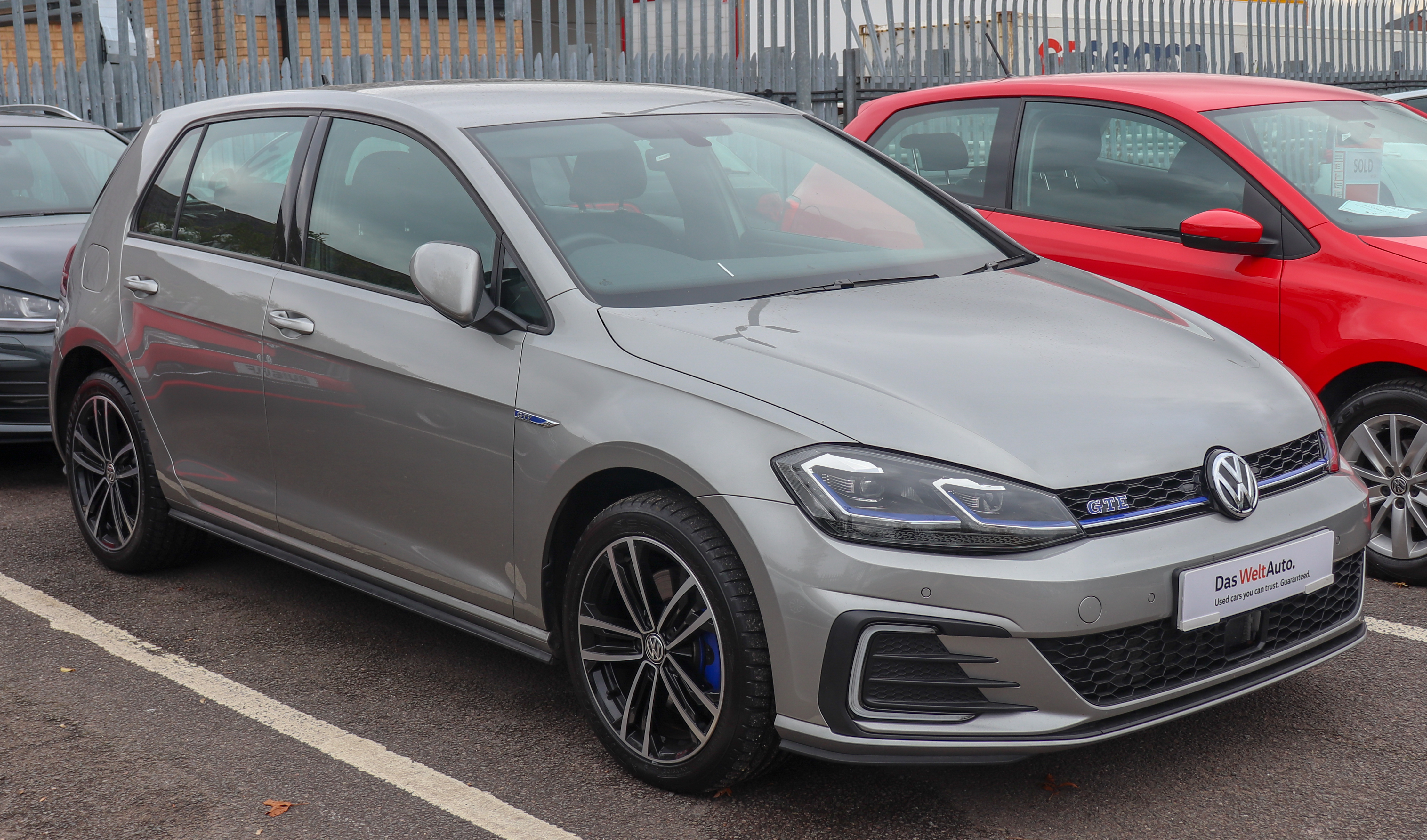
گلف جی‌تی‌ئی ۲۰۱۷

گلف جی‌تی‌ئی پلاگین هیبریدی توسط دو منبع نیرو هدایت می‌شود: موتور بنزینی تزریق مستقیم تی‌اس‌آی ۱٫۴ لیتری با قدرت ۱۱۰ کیلووات (۱۵۰ اسب بخار متری؛ ۱۴۸ اسب بخار) و موتور الکتریکی با قدرت ۷۵ کیلو وات (۱۰۲ اسب بخار). آنها با هم ترکیب می‌شوند تا توان ۱۵۰ کیلووات (۲۰۴ اسب بخار متری؛ ۲۰۱ اسب بخار) و گشتاور ۳۵۰ نیوتن متر (۲۵۸ پوند-فوت) را تولید کنند و برد نظری ۸۲۷ کیلومتر (۵۱۴ مایل) را ارائه دهند. جی‌تی‌ئی با استفاده از موتور الکتریکی به تنهایی قادر به رسیدن به سرعت ۱۳۰ کیلومتر بر ساعت (۸۱ مایل بر ساعت) است. گلف GTE همچنین با موتور تی‌اس‌آی می‌تواند از ۰ تا ۱۰۰ کیلومتر بر ساعت (۶۲ مایل بر ساعت) در ۷٫۶ ثانیه شتاب بگیرد و به حداکثر سرعت ۲۱۵ کیلومتر بر ساعت (۱۳۴ مایل بر ساعت) برسد. گلف جی‌تی‌ئی سخت‌افزار پایه قوای محرکه مشترکی با آئودی ای۳ اسپورت‌بک ئی-ترون دارد، اما کنترل‌های نرم‌افزاری ان متفاوت است. گلف جی‌تی‌ئی همچنین از سیستم انتقال قدرت پلاگین هیبریدی مشابه با فولکس‌واگن پاسات جی‌تی‌ئی استفاده می‌کند، اما پاسات دارای بسته باتری لیتیوم یونی ۹٫۹ کیلووات ساعتی است.
در حالت برقی، گلف جی‌تی‌ئی دارای برد رسمی تمام الکتریکی ۵۰ کیلومتر (۳۱ مایل) است اما در دنیای واقعی برد تمام الکتریکی آن در حدود ۳۵ کیلومتر (۲۲ مایل) تا ۳۹ کیلومتر (۲۴ مایل) خواهد بود. طبق چرخه رانندگی جدید اروپا، مصرف سوخت ترکیبی آن ۱٫۵۰ لیتر بر ۱۰۰ کیلومتر (۱۵۷ مایل بر گالون آمریکایی) است. همچنین در گلف جی‌تی‌ئی می‌توان انرژی الکتریکی را ذخیره کرد - به عنوان مثال هنگام رانندگی در منطقه‌ای که آلایندگی صفر دارد. باتری لیتیوم یونی ۸٫۸ کیلووات ساعتی را می‌توان در حدود سه ساعت و نیم از یک پریز برق خانگی یا دو ساعت و نیم از یک جعبه دیواری خانگی شارژ کرد. وزن باتری ۱۲۰ کیلوگرم (۲۶۵ پوند) و وزن کل جی‌تی‌ئی ۱٬۵۲۰ کیلوگرم (۳٬۳۵۱ پوند) می‌باشد.
این خودرو دارای ۴ (یا در برخی مدل‌های قدیمی‌تر ۵) حالت رانندگی است. ماشین همیشه در حالت تمام برقی روشن می‌شود (مگر اینکه باتری شارژ بسیار کمی داشته باشد)، یک دکمه در کنار دسته دنده به راننده امکان می‌دهد بین موارد زیر یکی را انتخاب کند: رانندگی هیبریدی؛ که به خودرو اجازه می‌دهد که بین رانندگی الکتریکی و موتور بنزینی جابه‌جا شود. حالت شارژ؛ که از انرژی موتور بنزینی برای شارژ مجدد باتری خودرو استفاده می‌کند. حالت نگه داشتن باتری؛ که تنها از موتور بنزینی برای صرفه‌جویی در مصرف باتری استفاده می‌کند (فقط در مدل‌های قدیمی‌تر موجود است) و به حالت برقی بازمی‌گردد. گزینه نهایی به نام «جی‌تی‌ئی مود» دارای یک دکمه جداگانه در کنار دسته دنده است که به خودرو امکان می‌دهد از موتور بنزینی و موتور الکتریکی برای عملکرد قوی استفاده کند.
گلف جی‌تی‌ئی از گیربکس شش سرعته دی‌اس‌جی با سیستم کلاچ سه‌گانه مخصوص خودروهای هیبریدی استفاده می‌کند. موتور الکتریکی در محفظه گیربکس یکپارچه شده است، در حالی که اجزای هیبریدی دیگر شامل الکترونیک قدرت و شارژر است. یک سروو ترمز الکترومکانیکی و یک کمپرسور تهویه مطبوع برقی ترمز و تهویه مطبوع را با انرژی کارآمد می‌کند.
فولکس‌واگن ادعا می‌کند ضریب درگ این خودرو ۰٫۲۹۹ است.
در داخل و خارج، گلف جی‌تی‌ئی دارای نقاط برجسته آبی است که در مدل جی‌تی‌آی قرمز است. این شامل دوخت روی فرمان، اهرم دنده و صندلی‌ها و یک نوار آبی در طرح تارتان روی صندلی‌های اسپرت است. این شامل عملکردهای سفارشی برای وسایل نقلیه الکتریکی، از جمله توانایی شناسایی مقاصد بالقوه در محدوده الکتریکی، و نقاط شارژ الکتریکی است. جی‌تی‌ئی همچنین دارای یک مدیر الکترونیکی است که به راننده امکان می‌دهد شارژ خودرو و همچنین سرمایش یا گرمایش داخلی را از پیش تعیین کند. این عملکردها همچنین می‌توانند از راه دور با استفاده از برنامه Volkswagen Car-Net بر روی تلفن هوشمند کار کنند: یک اشتراک سه ساله در بریتانیا گنجانده خواهد شد.
اولین مدل‌های جی‌تی‌ئی در اوت ۲۰۱۴ در آلمان به ثبت رسید، و در سال ۲۰۱۵ با فروش ۱۷۲۸۲ دستگاهی، دومین خودروی پرفروش هیبریدی پلاگین در بازار اروپا بود.

## گلف جی‌تی‌دی

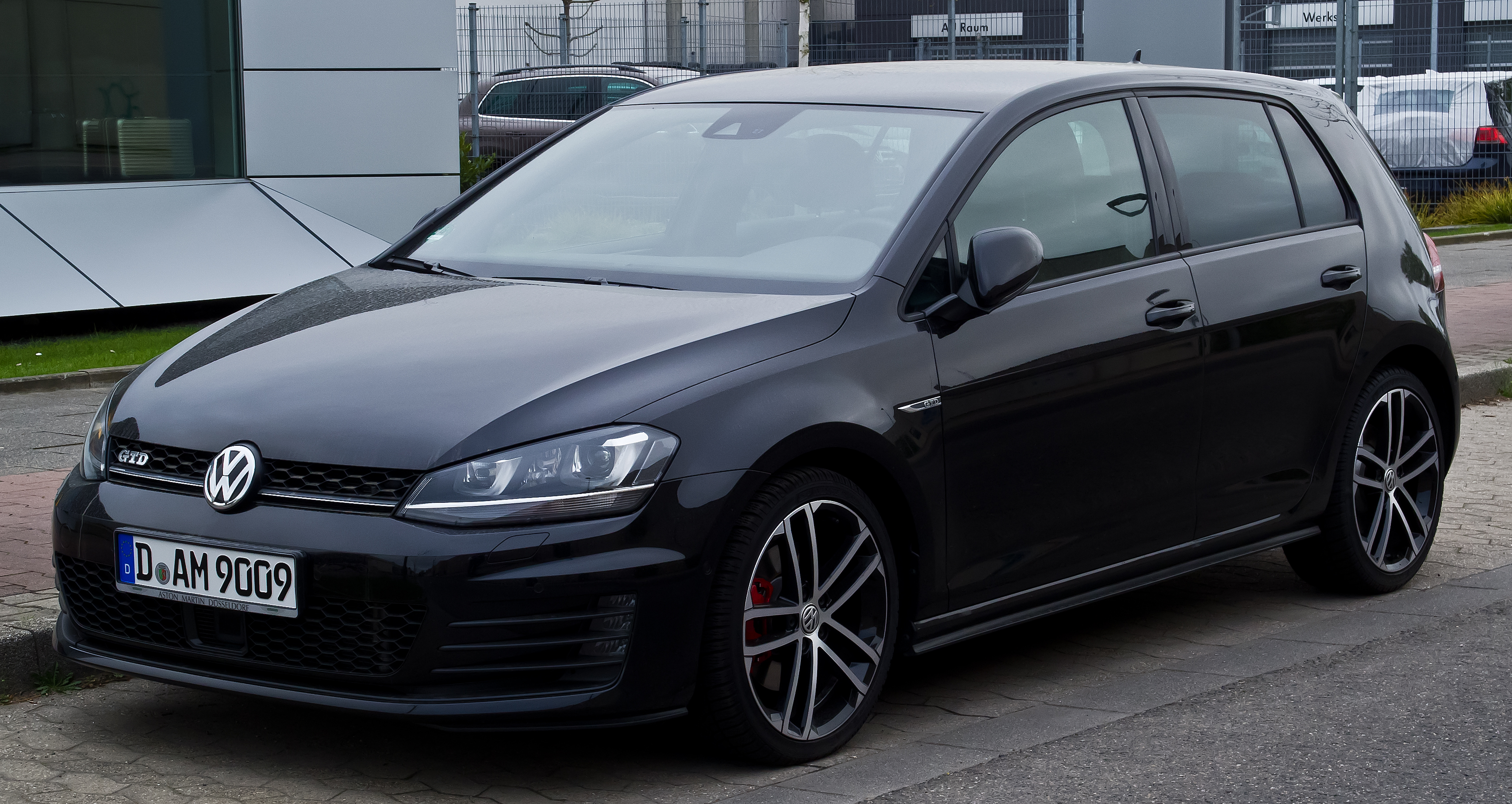
فولکس‌واگن گلف جی‌تی‌دی

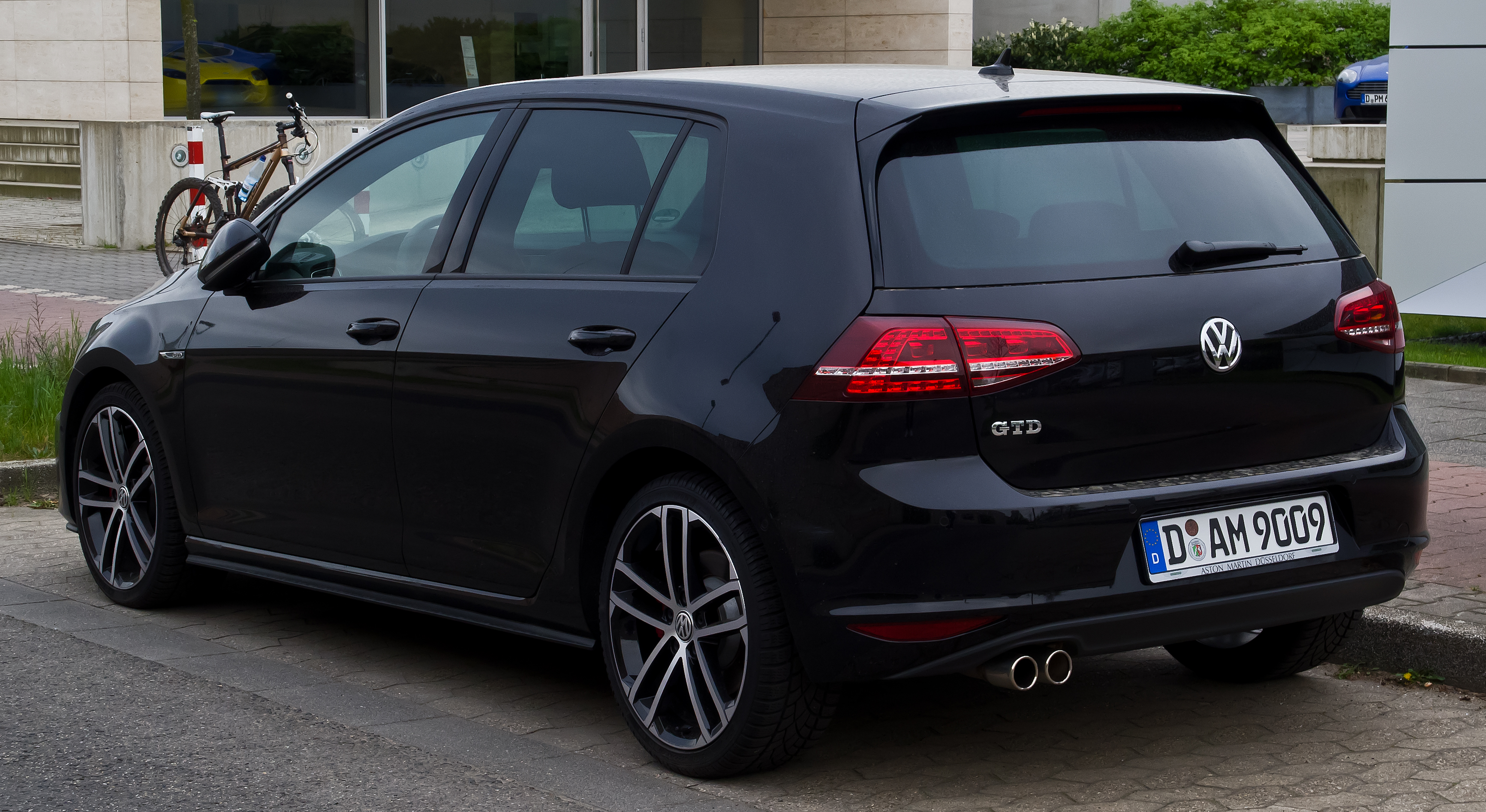
فولکس‌واگن گلف جی‌تی‌دی

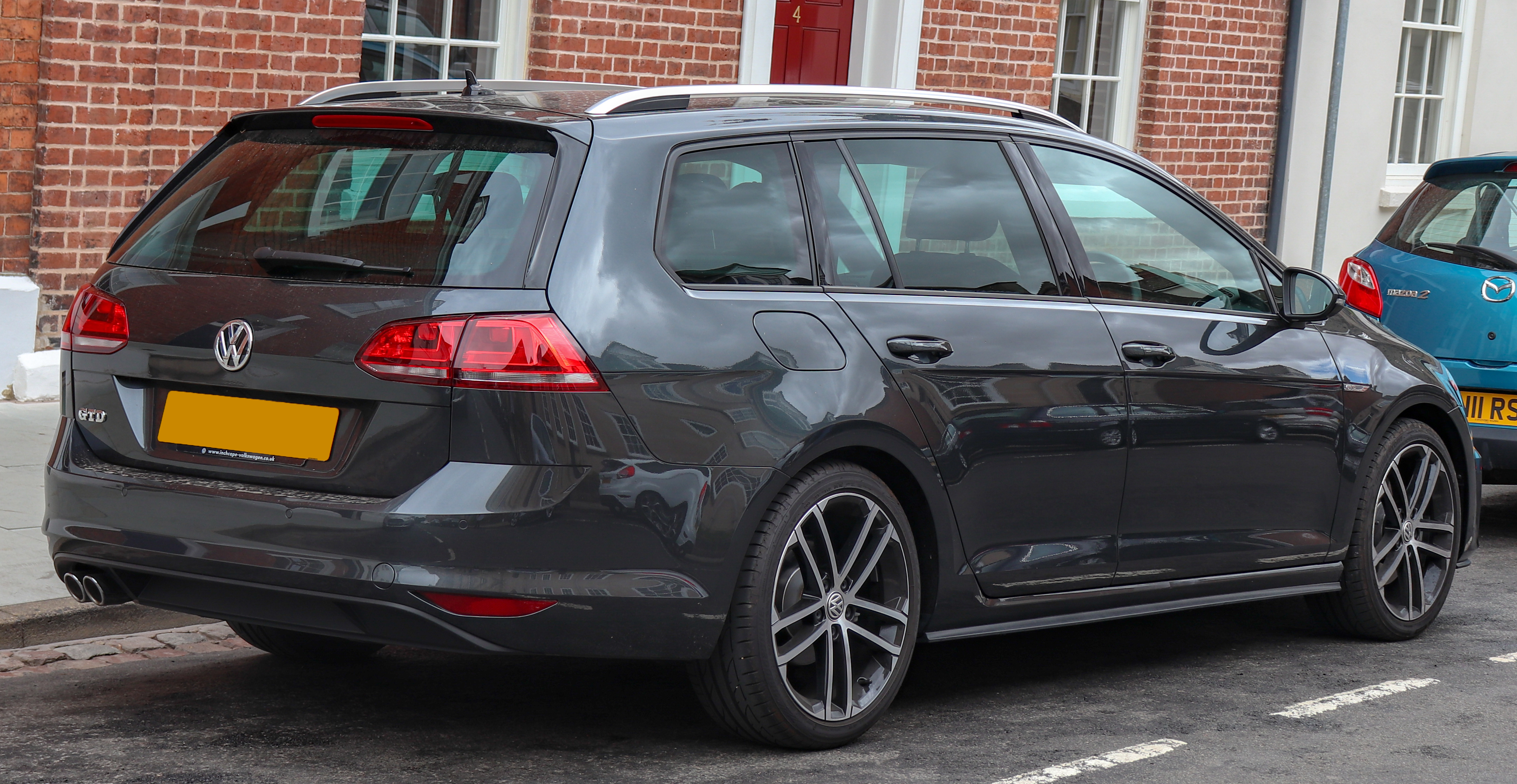
فولکس‌واگن گلف جی‌تی‌دی استیت

گلف جی‌تی‌دی ام‌کا۷ از یک موتور ۲٫۰ لیتری توربوشارژ دیزل کمون ریل با قورت ۱۸۴ اسب بخار متری (۱۳۵ کیلووات؛ ۱۸۱ اسب بخار) استفاده می‌کند. حداکثر گشتاور از ۳۵۰ نیوتن متر (۲۵۸ پوند-فوت) به ۳۸۰ نیوتن متر (۲۸۰ پوند-فوت) از ۱۷۵۰ دور در دقیقه رسیده است. در مقام مقایسه، گلف آر دارای ۳۸۰ نیوتن متر (۲۸۰ پوند-فوت) گشتاور از ۱۸۰۰ دور در دقیقه است. شتاب صفر تا ۱۰۰ کیلومتر بر ساعت (۶۲ مایل بر ساعت) 7.5 ثانیه و حداکثر سرعت آن نیز ۲۲۷ کیلومتر بر ساعت (۱۴۱ مایل بر ساعت) است. جی‌تی‌دی مصرف سوخت ترکیبی ۴٫۱۸ لیتر بر ۱۰۰ کیلومتر؛ ۵۶٫۲ مایل بر گالون آمریکایی (۶۷٫۵ مایل بر گالون بریتانیایی) دارد و باعث انتشار ۱۰۹ گرم کربن دی‌اکسید در کیلومتر می‌شود. با DSG شش سرعته اختیاری، مصرف سوخت ۴٫۵۰ لیتر بر ۱۰۰ کیلومتر؛ ۵۲٫۳ مایل بر گالون آمریکایی (۶۲٫۸ مایل بر گالون بریتانیایی) و انتشار ۱۱۹ گرم کربن دی‌اکسید در کیلومتر. برای مقایسه، زمانی که اولین نسل گلف بلوموشن در پایان سال ۲۰۰۷ به فروش رسید، همان مصرف سوخت و انتشار کربن دی‌اکسید را داشت.

## گلف جی‌تی‌آی

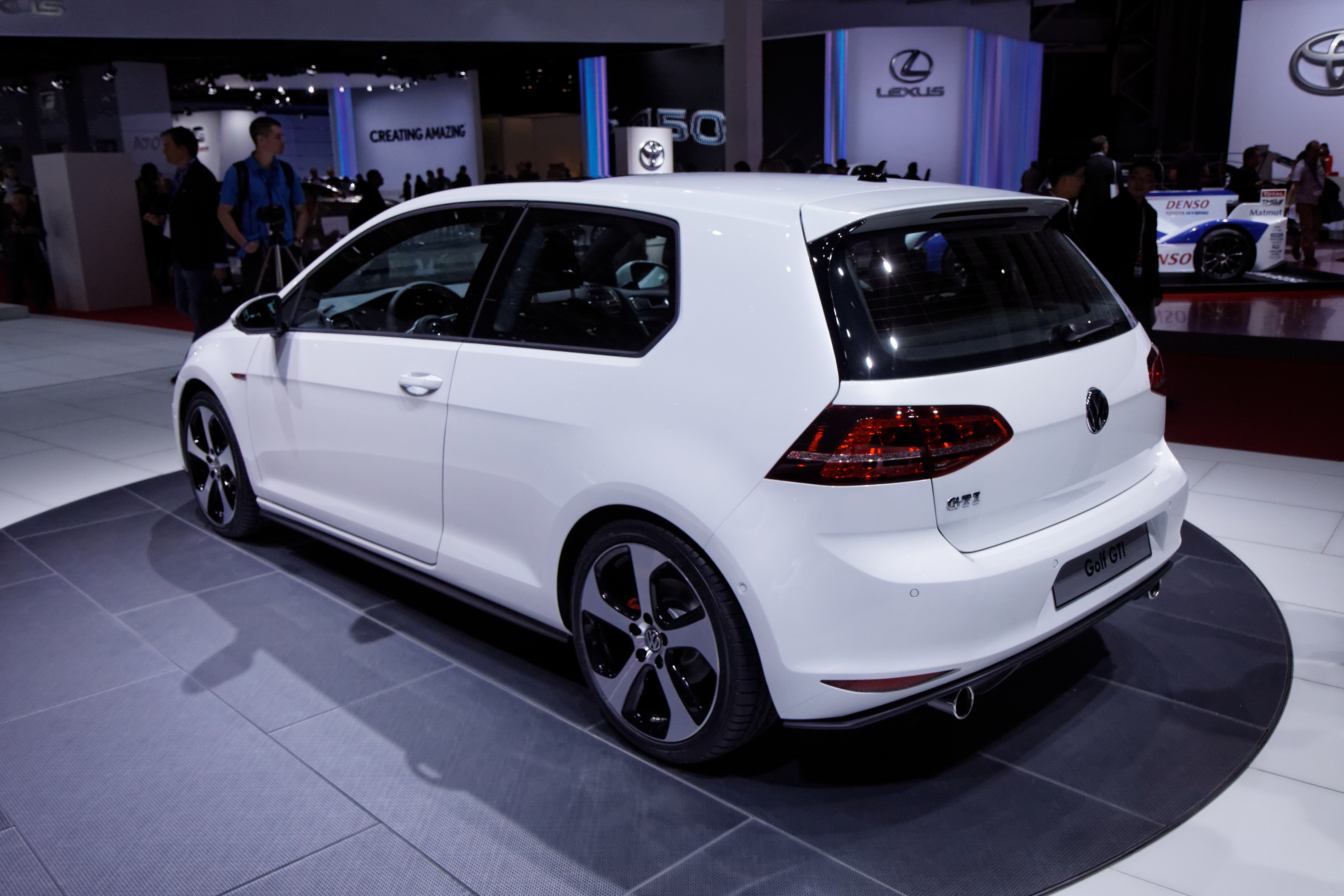
هاچ‌بک ۳ در

گلف ام‌کا۷ جی‌تی‌آی مجهز به موتور ۲٫۰ لیتری توربوشارژر با تزریق مستقیم بنزین (TSI) با قدرت ۲۲۰ اسب بخار متری (۱۶۲ کیلووات؛ ۲۱۷ اسب بخار) است. در نسخه جی‌تی‌آی پرفورمنس، حداکثر قدرت موتور به ۲۳۰ اسب بخار متری (۱۶۹ کیلووات؛ ۲۲۷ اسب بخار) افزایش یافته است. هر دو مدل جی‌تی‌آی ۳۵۰ نیوتن متر (۳۶ کیلوگرم متر؛ ۲۵۸ پوند-فوت) تولید می‌کنند. جی‌تی‌آی استاندارد از ۰ تا ۱۰۰ کیلومتر در ساعت در ۶٫۵ ثانیه شتاب می‌گیرد و می‌تواند به حداکثر سرعت ۲۵۰ کیلومتر در ساعت برسد. حداکثر سرعت جی‌تی‌آی پرفورمنس ۲۵۰ کیلومتر بر ساعت و شتاب ۰ تا ۱۰۰ کیلومتر بر ساعت آن در ۶٫۴ ثانیه است.
هر دو نسخه جی‌تی‌آی مجهز به سیستم استارت استاپ هستند و استانداردهای آلایندگی یورو ۶ ۲۰۱۴ را برآورده می‌کنند. با یک گیربکس شش سرعته دستی، آنها به همان مقدار مصرف سوخت ۴۷٫۱ مایل بر گالون بریتانیایی (۶٫۰۰ لیتر بر ۱۰۰ کیلومتر) (انتشار کربن دی‌اکسید ۱۳۹ گرم در کیلومتر) می‌رسند. این بدان معناست که جدیدترین گلف جی‌تی‌آی نسبت به مدل قبلی ۱۸ درصد بهبود مصرف سوخت را ارائه می‌دهد. با گیربکس شش سرعته DSG اختیاری، دو مدل جی‌تی‌آی به ارقام مصرف سوخت ۴۴٫۱ مایل بر گالون بریتانیایی (۶٫۴۱ لیتر بر ۱۰۰ کیلومتر) (148 گرم در کیلومتر کربن دی‌اکسید برای جی‌تی‌آی استاندارد و ۱۴۹ گرم در کیلومتر کربن دی‌اکسید برای جی‌تی‌آی پرفورمنس).
خریدارانی که بسته عملکرد ۹۸۰ پوندی را خریداری می‌کنند، نه تنها ۷ کیلووات جایزه دریافت می‌کنند، بلکه ترمزهای ارتقا یافته و دیفرانسیل لغزش محدود را نیز دریافت می‌کنند. دیفرانسیل جلو یک پیشرفت جدید است که VAQ نامیده می‌شود. این فناوری رفتار رانندگی خنثی‌تر و چابک‌تری را ارائه می‌کند و اجازه می‌دهد خودرو با سرعت‌های بالاتری در پیچ‌ها بپیچد. این سیستم شامل یک اتصال چندصفحه‌ای بین قفس دیفرانسیل و میل محرک سمت راست است که گشتاور قفل را به صورت الکتروهیدرولیک کنترل می‌کند. از نظر ظاهری، خودروهای دارای پک پرفورمنس با حروف جی‌تی‌آی در کالیپر ترمز جلو، دیسک‌های ترمز با هواکش بزرگ‌تر جلو و عقب (همان چیزی که در نسخه آر نصب شده) و نشان‌های قرمز جی‌تی‌آی در جلو و عقب متمایز می‌شوند. برخی از خودروها علیرغم نصب بسته پرفورمنس، همچنان نشان نقره‌ای خود را حفظ کرده‌اند.
علاوه بر عملکرد بالا، در گلف جی‌تی‌آی سطح بالایی از تجهیزات ایمنی به صورت استاندارد و علاوه بر سطوح بالای ایمنی غیرفعال - تا حدی به لطف یک سلول مسافری ساخته شده از فولادهای با استحکام بالا و فوق‌العاده بالا - وجود دارد. ویژگی‌های ایمنی فعال شامل سیستم ترمز خودکار پس از برخورد است که به‌طور خودکار ترمز خودرو را پس از تصادف به کار می‌گیرد تا از شدت تصادف بکاهد. احتمال تأثیر دوم؛ سیستم قبل از تصادف، که کمربندهای ایمنی را می‌کشد و در صورت احتمال تصادف، پنجره‌ها و سانروف را می‌بندد تا کارایی کیسه‌های هوا را بهبود بخشد. علاوه بر همه اینها، هفت کیسه هوا، از جمله یکی برای زانوهای راننده در این خودرو به‌طور پیش‌فرض قرار دارند.
در بسیاری از بازارها از جمله مکزیک و آفریقای جنوبی، نسخه جی‌تی‌آی تنها با سبک بدنه پنج در و بدون برنامه‌ریزی برای معرفی بدنه سه در موجود است.
فولکس واگن برای مدل سال ۲۰۱۹ مدل "ربیت ادیشن" جی‌تی‌آی را معرفی کرد. ربیت ادیشن دارای یک بسته روشنایی LED، یک اسپویلر "Vmax"، رینگ‌های آلیاژی ۱۸ اینچی "Pretoria" با رنگ مشکی براق و برچسب‌های قرمز با نشان VW Rabbit روی صندلی بود.
بخش مکزیکی فولکس‌واگن یک نسخه «اوتینگر» را برای جی‌تی‌آی برای مدل سال ۲۰۲۱ معرفی کرد. نسخه اوتینگر دارای کیت آیرودینامیک برای نمای جلو با لبه و شکاف، رکاب‌های جانبی، سپر عقب جدید با دیفیوزر یکپارچه و اسپویلر جدید با فلپ است که در کنار مجموعه چرخ‌های ۱۸ اینچی مخصوص نسخه و آینه بغل‌های مشکی خودنمایی می‌کند. این نسخه با سه رنگ سفید خالص، قرمز گردباد و آبی گل ذرت در دسترس است. فروش آن در ۷ دسامبر ۲۰۲۰ آغاز و تنها ۷۰۰ دستگاه از آن ساخته شد.

### جی‌تی‌آی کلاب‌اسپورت (۲۰۱۶)

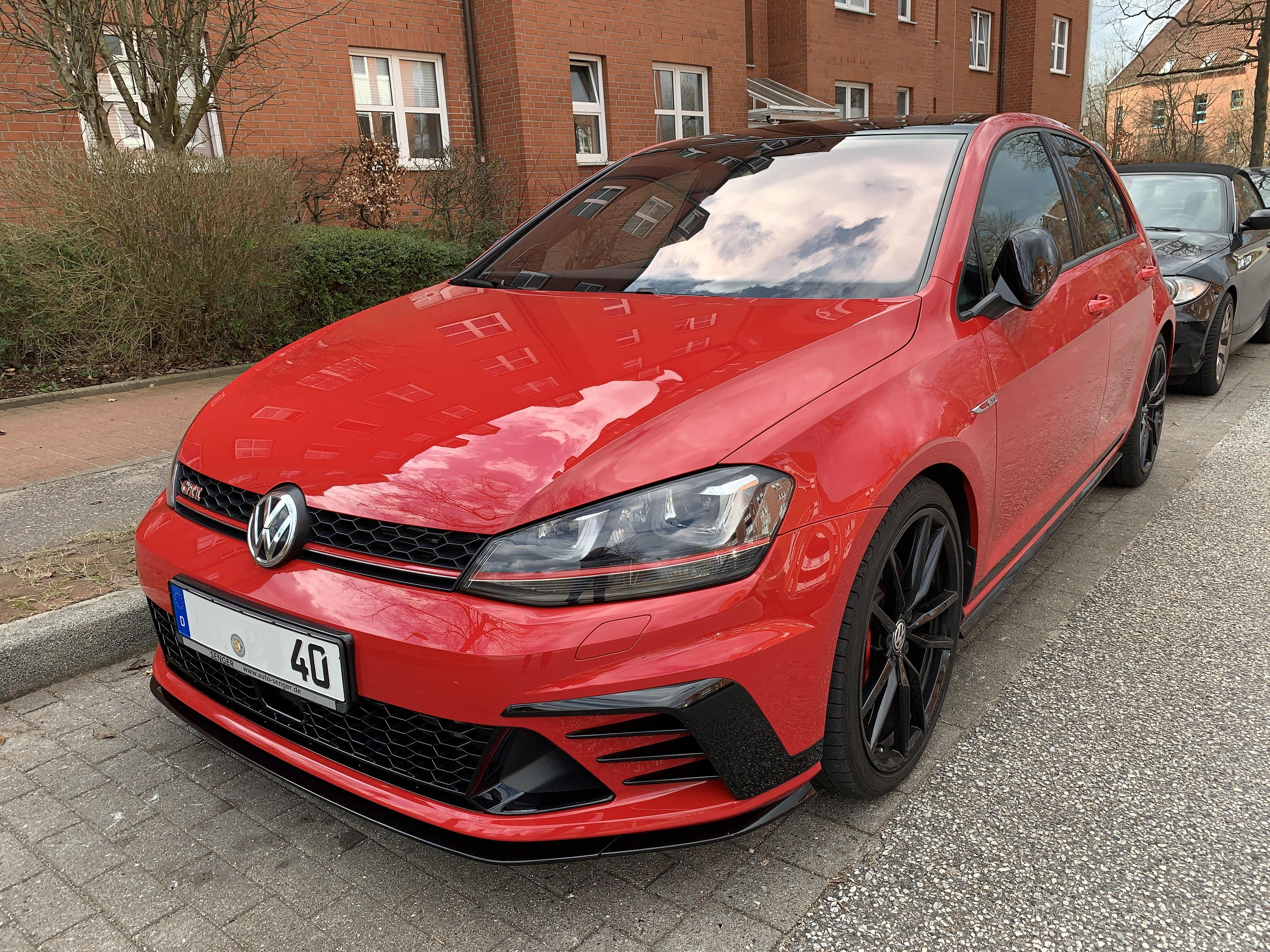
گلف جی‌تی‌آی کلاب‌اسپورت

فولکس واگن نسخه ویژه جی‌تی‌آی کلاب‌اسپورت را برای سال ۲۰۱۶ همزمان با چهلمین سالگرد جی‌تی‌آی معرفی کرد. کلاب‌اسپورت در ایالات متحده در دسترس نبود. در نمای بیرونی، کلاب‌اسپورت دارای نمای جلوی اصلاح‌شده، اسپویلر دریچه عقب تهاجمی‌تر، دیفیوزر عقب جدید با نوک اگزوز بزرگ‌تر و نوار مشکی در امتداد دو طرف پایین بدنه است. در داخل خودرو، کلاب‌اسپورت به صندلی‌های سطلی و فرمان و اهرم دنده آلکانترا مجهز شده است.
کلاب‌اسپورت از همان موتور ۲٫۰ لیتری EA888 توربوشارژ ۴ خطی به عنوان جی‌تی‌آی استاندارد استفاده می‌کند که برای تولید ۲۶۱ اسب بخار قدرت، با حداکثر قدرت ۲۸۶ اسب بخار به مدت ۱۰ ثانیه در یک زمان از طریق ویژگی اووربوست گنجانده شده است که فشار بوست موتور را از ۰٫۲ بار تا ۲٫۱ بار افزایش می‌دهد. گزینه‌های گیربکس مانند جی‌تی‌آی استاندارد باقی می‌ماند، با ۶ سرعته دستی و ۶ سرعته DSG در دسترس هستند و هر دو به دیفرانسیل لغزش محدود اختیاری GTI استاندارد مجهز هستند. وزن ۱۳۷۵ کیلوگرم ذکر شده است. کلاب‌اسپورت از کارخانه با تایرهای اختیاری میشلین پایلوت اسپورت کاپ ۲ در دسترس بود. کلاب‌اسپورت با زمان رسمی ۰ تا ۶۰ مایل بر ساعت ۵٫۹ ثانیه، ۰٫۶ ثانیه سریعتر از GTI استاندارد با بسته عملکردی ذکر شده است.

#### جی‌تی‌آی کلاب‌اسپورت اس
جی‌تی‌آی کلاب‌اسپورت اس ۳ در یک نسخه محدود از جی‌تی‌آی کلاب‌اسپورت بود که به عنوان نسخه‌ای با بند بالاتر بهینه‌سازی شده برای زمان‌های پیست سریع‌تر فروخته می‌شد. تنها ۴۰۰ دستگاه از آن و برای مدل ۲۰۱۶ تولید شد. تغییرات کلاب‌اسپورت اس نسبت به کلاب‌اسپورت عادی شامل سیستم تعلیق جلو و اجزای فریم جدید، تراز سیستم تعلیق به‌روز شده، ترمزهای ارتقا یافته، نسخه قوی تر از موتور ۲٫۰ لیتری EA888 توربوشارژ ۴-خطی، با استفاده از توربوشارژر IHI IS38 بزرگتر به جای توربوشارژر IS20 است؛ که ۳۱۰ اسب بخار متری (۲۲۸ کیلووات؛ ۳۰۶ اسب بخار) قدرت و ۳۸۵ نیوتن متر (۳۹ کیلوگرم متر؛ ۲۸۴ پوند-فوت) گشتاور تولید می‌کند. لاستیک‌های استاندارد میشلین پایلوت اسپورت کاپ ۲ پیست‌گرا، برداشتن صندلی‌های عقب و مقداری کاهش صدا، و وزن پیشنهادی ۲۹۹۸ پوند (۱۳۶۰ کیلوگرم) از دیگر ویژگی‌های این مدل هستند.
نتیجه این تغییرات یک دور ۷ دقیقه و ۴۹٫۲۱ ثانیه در اطراف پیست نوربرگ‌رینگ نوردشلایف است که ۱٫۴ ثانیه سریعتر از هوندا سیویک تایپ آر است که رکورد قبلی خودروهای تولیدی دیفرانسیل جلو را در اختیار داشت. کلاب‌اسپورت اس با قیمت پایه تخمینی ۳۵۰۰۰ پوند عرضه شد.

### جی‌تی‌آی تی‌سی‌آر (۲۰۱۹)

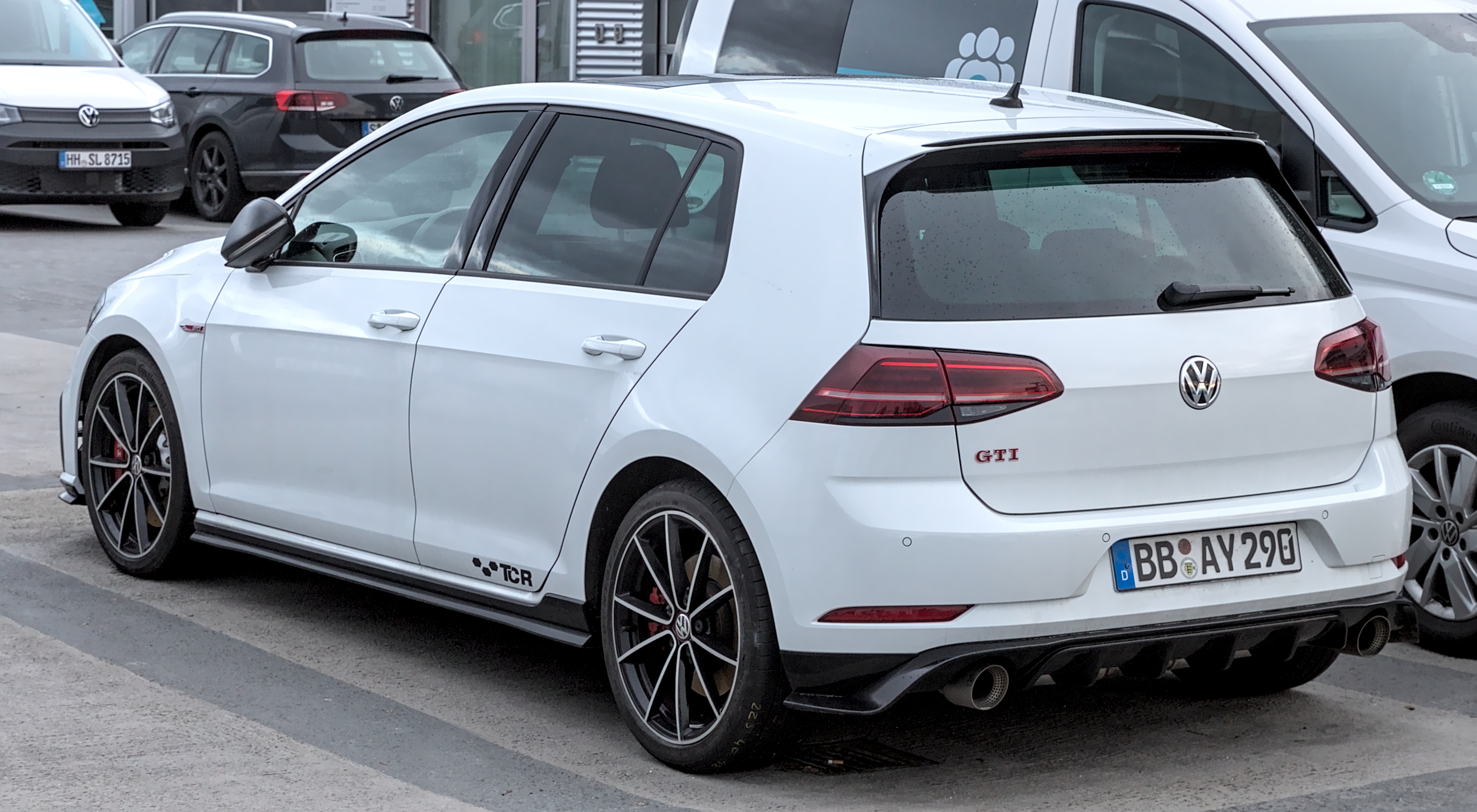
گلف جی‌تی‌آی تی‌سی‌آر

در ژانویه ۲۰۱۹، فولکس‌واگن نسخه جدید با عملکرد بالا، گلف جی‌تی‌آی تی‌سی‌آر با موتور ۲ لیتری ۲۹۰ اسب بخار و تریم ویژه را معرفی کرد.

## گلف آر
مانند جی‌تی‌آی، گلف آر نیز به عنوان یک هاچ‌بک سه یا پنج در ساخته شده است. این خودرو از نسخه جدید و توسعه‌یافته موتور بنزینی چهارسیلندر خطی ۱٬۹۸۴ سانتی‌متر مکعب (۲٫۰ لیتر؛ ۱۲۱٫۱ اینچ مکعب) اف‌اس‌آی توربوشارژر EA888 که در جدیدترین گلف جی‌تی‌آی، آئودی اس۳، فولکس‌واگن تیگوان و جتا و ده‌ها خودروی دیگر فولکس‌واگن آگ استفاده می‌شود، اما در این کاربرد، ۳۰۰ اسب بخار متری (۲۲۱ کیلووات؛ ۲۹۶ اسب بخار) (یا ۲۸۰ اسب بخار متری (۲۰۶ کیلووات؛ ۲۷۶ اسب بخار) برای بازارهای «آب و هوای گرم» مانند استرالیا، آفریقای جنوبی، ژاپن و ایالات متحده) از ۵۵۰۰ تا ۶۲۰۰ دور در دقیقه و ۳۸۰ نیوتن متر (۲۸۰ پوند-فوت) از ۱۸۰۰ تا ۵۵۰۰ دور در دقیقه گشتاور تولید می‌کند. در مقایسه با نیروگاه جی‌تی‌آی، موتور گلف آر دارای سرسیلندر اصلاح‌شده، سوپاپ‌های اگزوز، صندلی‌ها و فنرهای سوپاپ، پیستون‌ها، سوپاپ‌های تزریق و اینترکولر و توربوشارژر بزرگ‌تر است. مدل‌های مجهز به DSG همچنین دارای یک خنک‌کننده روغن کمکی در سمت سرنشین در مدل‌های فرمان راست هستند.
شتاب ۰–۶۲ مایل در ساعت (۱۰۰ کیلومتر در ساعت) ۵٫۱ ثانیه (در مقابل ۵٫۷ ثانیه برای گلف R قبلی) یا ۴٫۹ ثانیه با گیربکس DSG اختیاری طول می‌کشد. حداکثر سرعت به صورت الکترونیکی به ۱۵۵ مایل بر ساعت (۲۴۹ کیلومتر بر ساعت) محدود شده است. با وجود این افزایش عملکرد، مصرف سوخت ترکیبی ۳۹٫۸ مایل بر گالون بریتانیایی (۷٫۱۰ لیتر بر ۱۰۰ کیلومتر؛ ۳۳٫۱ مایل بر گالون آمریکایی) و انتشار کربن دی‌اکسید ۱۶۵ گرم در کیلومتر و انتشار ۱۵۹ گرم در کیلومتر در مدل DSG، گلف آر را تا ۱۸ درصد کارآمدتر از نسل قبلی خود کرده است.
آر از سیستم چهار چرخ محرک نسل پنجم Haldex 4MOTION استفاده می‌کند. تحت بارهای کم یا هنگام سوار شدن به خودرو، اکسل عقب جدا می‌شود و به کاهش مصرف سوخت کمک می‌کند. راندن به محور عقب را می‌توان در کسری از ثانیه از طریق کوپلینگ Haldex، که توسط یک پمپ الکترو هیدرولیک فعال می‌شود، درگیر کرد. تا ۵۰ درصد قدرت را می‌توان به محور عقب منتقل کرد. سیستم ترمز XDS+ با اعمال ترمز روی چرخ با کمترین کشش، دیفرانسیل لغزش محدود را تقلید می‌کند، این در هر دو محور جلو و عقب است.
ارتفاع سواری ۲۰ میلی‌متر کمتر از گلف استاندارد است. مدل‌های گلف آر مجهز به «DCC» اختیاری (کنترل شاسی دینامیک) سه حالت تعلیق را ارائه می‌دهند: «راحتی»، «عادی» و «مسابقه». هر حالت سفتی سیستم تعلیق را تنظیم می‌کند، در نتیجه راهی برای تغییر نحوه واکنش خودرو با فشار دادن یک دکمه به رانندگان ارائه می‌دهد. حالت Comfort، دمپرها را در نرم‌ترین حالت قرار می‌دهد، و جذب پستی و بلندی‌های جاده را افزایش می‌دهد و اجازه می‌دهد تا سواری نرم‌تر و راحت‌تری داشته باشید. حالت مسابقه، دمپرها را به تهاجمی‌ترین حالت خود سفت می‌کند، حرکات بدن را کاهش می‌دهد و برای رانندگی با سرعت بالا، چسبندگی به جاده را افزایش می‌دهد. حالت مسابقه همچنین پاسخ دریچه گاز را افزایش می‌دهد، فرمان را برای احساس سنگین‌تر تقویت می‌کند، الگوی تعویض دنده گیربکس DSG (در صورت نصب) را تغییر می‌دهد و سرعت زمان پاسخگویی چراغ‌های جلو تطبیقی (AFS) را افزایش می‌دهد.
در بالای حالت ESC Sport، همان‌طور که در جی‌تی‌آی و جی‌تی‌دی مشاهده می‌شود، که دخالت سیستم کنترل پایداری الکترونیکی را به تعویق می‌اندازد، آر این گزینه را ارائه می‌دهد که ESC را به‌طور کامل برای رانندگی در پیست غیرفعال کند.
برای بازار کانادا، سیستم اطلاعات سرگرمی دیسکاور پرو ۸ اینچی اختیاری به عنوان بخشی از تک گزینه «بسته فناوری» در دسترس است؛ در حالی که فقط دیسکاور ۶٫۵ اینچی برای مصرف‌کنندگان آمریکایی در دسترس است. در آمریکای شمالی، گلف آر به صورت استاندارد با چراغ‌های عقب هالوژن و چراغ‌های جلو بای زنون HID و چراغ‌های راهنما آینه جلو و جانبی LED عرضه می‌شود، در حالی که بازارهای ROW گزینه‌های سانروف، نسخه سه در و چراغ‌های عقب LED را دریافت کردند. همه این ویژگی‌ها در نسخه آمریکای شمالی موجود نیستند. گلف آر و ئی-گلف تنها مدل‌های گلف موجود در آمریکای شمالی هستند که در آلمان تولید شده‌اند. سایر مدل‌های گلف برای بازار آمریکای شمالی توسط فولکس واگن د مکزیکو در پوئبلا، مکزیک تولید می‌شوند.
نسخه محدود گلف آر۴۰۰ در اوت ۲۰۱۵ توسط هاینز-جاکوب نویسر، رئیس وقت توسعه برند شایعه شد؛ اما در پی رسوایی آلایندگی فولکس واگن (و تعلیق نویسر) به نفع تمرکز بر گلف آر لغو شد.
برای بازار آفریقای جنوبی، گلف آر در مارس ۲۰۱۹ ارتقاء قدرت دیگری دریافت کرد. این ارتقاء منجر به افزایش قدرت و گشتاور به ۳۱۰ اسب بخار متری (۲۲۸ کیلووات؛ ۳۰۶ اسب بخار) شد و ۴۰۰ نیوتن متر (۴۱ کیلوگرم متر؛ ۲۹۵ پوند-فوت) (از ۲۹۰ اسب بخار متری (۲۱۳ کیلووات؛ ۲۸۶ اسب بخار) و ۳۸۰ نیوتن متر (۳۹ کیلوگرم متر؛ ۲۸۰ پوند-فوت) در مدل فیس‌لیفت که در ژوئیه ۲۰۱۷ دیده شد) گردید. علاوه بر این، گلف آر همچنین به‌صورت اختیاری با اگزوز عملکردی Akrapovič از کارخانه در دسترس بود.
عرضه گلف آر ام‌کا۷ در اوت ۲۰۱۹ در ایالات متحده متوقف شد.
فولکس‌واگن برای مدل سال ۲۰۱۸ در کانادا و مدل سال ۲۰۱۹ در کانادا و ایالات متحده، ۴۰ رنگ سفارشی برای گلف آ را به عنوان بخشی از برنامه اسپکتروم خود ارائه کرد. این برنامه در ابتدا فقط برای ئی-گلف‌های بازار کانادا معرفی شد. بسیاری از رنگ‌های ارائه شده قبلاً در مدل‌های قبلی گروه فولکس‌واگن موجود بودند. این آپشن دو تا چهار ماه زمان لازم داشت، زیرا هر خودرویی که به عنوان بخشی از برنامه اسپکتروم سفارش داده می‌شد، در یک مرکز مجزا از خط تولید اصلی به صورت دستی رنگ‌آمیزی می‌شد. هر رنگ سفارشی دارای MSRP در ایالات متحده ۲۵۰۰ دلار بود.
در مجموع ۴۷۳ گلف آر اسپکتروم تولید شد که ۱۹۹ دستگاه به ایالات متحده رفت، قبل از اینکه عرضه گلف آر ام‌کا۷ در آمریکای شمالی متوقف شود.

## فیس‌لیفت
در نوامبر ۲۰۱۶، فولکس‌واگن نسخه فیس‌لیفت شده گلف ام‌کا۷ را معرفی کرد. این مدل توسط فولکس‌واگن به عنوان «گلف جدید» شناخته می‌شود، در حالی که اغلب به‌طور غیررسمی از آن به عنوان گلف ۷٫۵ یاد می‌شود. یک موتور جدید همراه با فیس‌لیفت معرفی شد: یک موتور ۱٫۵ لیتری تی‌اس‌آی که ۹۵٫۶ کیلووات (۱۲۸٫۲ اسب بخار؛ ۱۳۰٫۰ اسب بخار متری) یا ۱۱۰ کیلووات (۱۴۸ اسب بخار؛ ۱۵۰ اسب بخار متری) قدرت تولید می‌کند. در ابتدا، ۱٫۴ لیتری تی‌اس‌آی موجود در کنار موتور ۱٫۵ لیتری جدید موجود بود. قدرت گلف جی‌تی‌آی به‌روز شده از ۱۶۲ کیلووات (۲۱۷ اسب بخار؛ ۲۲۰ اسب بخار متری) به ۱۶۹ کیلووات (۲۲۷ اسب بخار؛ ۲۳۰ اسب بخار متری) در ماشین استاندارد و از ۱۶۹ کیلووات (۲۲۷ اسب بخار؛ ۲۳۰ اسب بخار متری) به ۱۸۰٫۲ کیلووات (۲۴۱٫۷ اسب بخار؛ ۲۴۵٫۰ اسب بخار متری) با بسته پرفورمنس افزایش یافت. خروجی گلف آر نیز از ۲۲۱ کیلووات (۲۹۶ اسب بخار؛ ۳۰۰ اسب بخار متری) به ۲۲۸ کیلووات (۳۰۶ اسب بخار؛ ۳۱۰ اسب بخار متری) افزایش یافته است. علاوه بر این، فیس‌لیفت اندازه صفحه نمایش اطلاعات و سرگرمی را در سراسر محدوده افزایش داد و همچنین گزینه‌ای برای داشبورد کاملاً دیجیتالی اضافه کرد. چراغ‌های عقب اکنون از فناوری LED به‌عنوان استاندارد استفاده می‌کنند (شامل اثر نشانگر «جارو» در مدل‌های عملکردی) در حالی که این فناوری در اکثر مدل‌ها برای چراغ‌های جلو اختیاری است.
گلف ام‌کا۷ فیس‌لیفت شده در آمریکای شمالی برای مدل سال ۲۰۱۸ عرضه شد. موتور قبلی ۱٫۸ لیتری EA888 جای خود را به موتور ۱٫۴ لیتری EA211 با قدرت ۱۴۷ اسب بخار به عنوان تنها نیروگاه در دسترس داد؛ در حالی که گیربکس‌های ۵ سرعته دستی و ۶ سرعته اتوماتیک به ترتیب با واحدهای ۶ و ۸ سرعته جایگزین شدند. مدل‌های گلف اسپورت‌واگن و گلف آلتراک چهار چرخ متحرک موتور ۱٫۸ لیتری EA888 را به همراه گیربکس‌های ۶ سرعته دستی یا ۶ سرعته DSG را حفظ کردند.

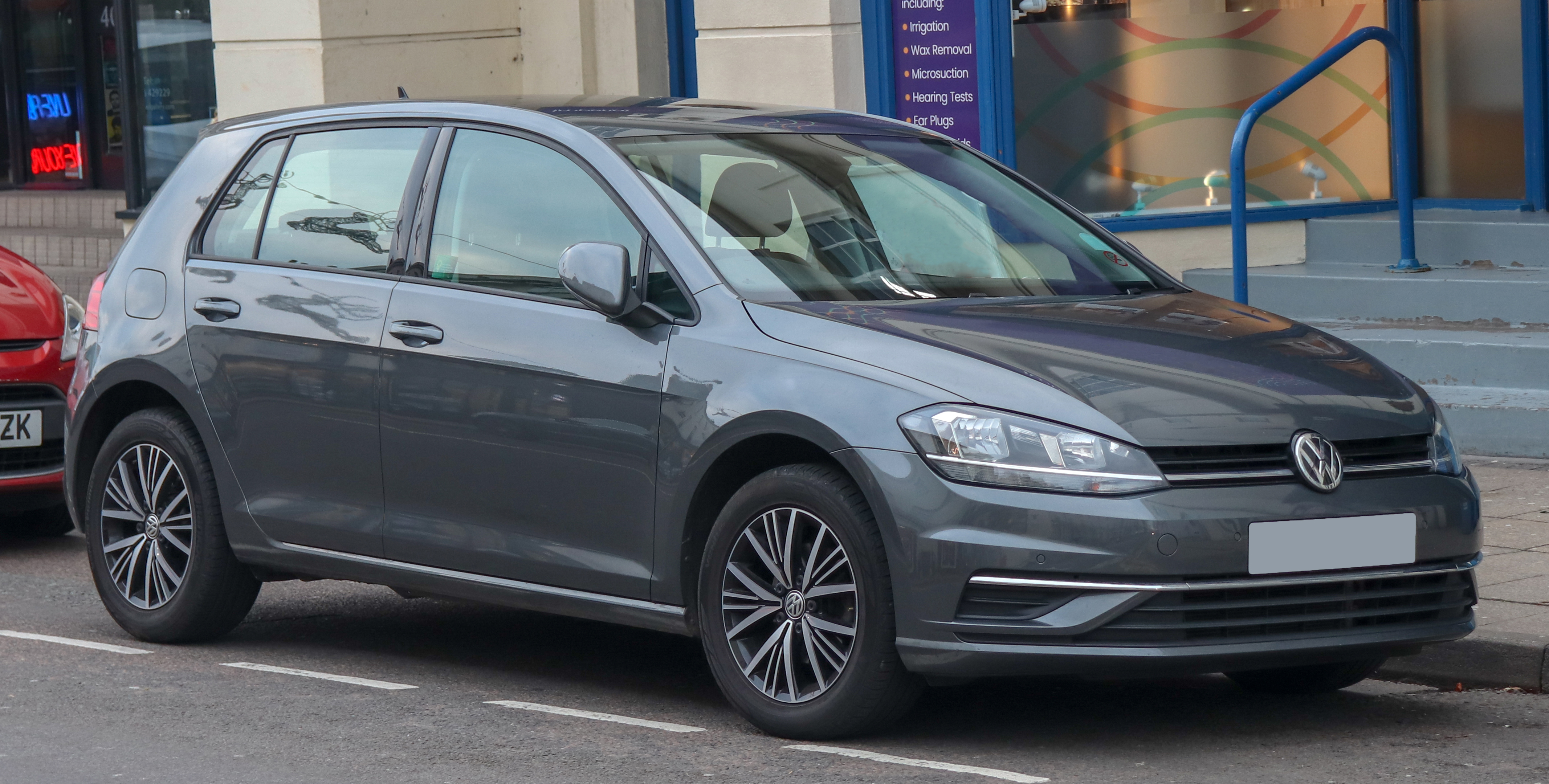
هاچ‌بک ۵ در (فیس‌لیفت)
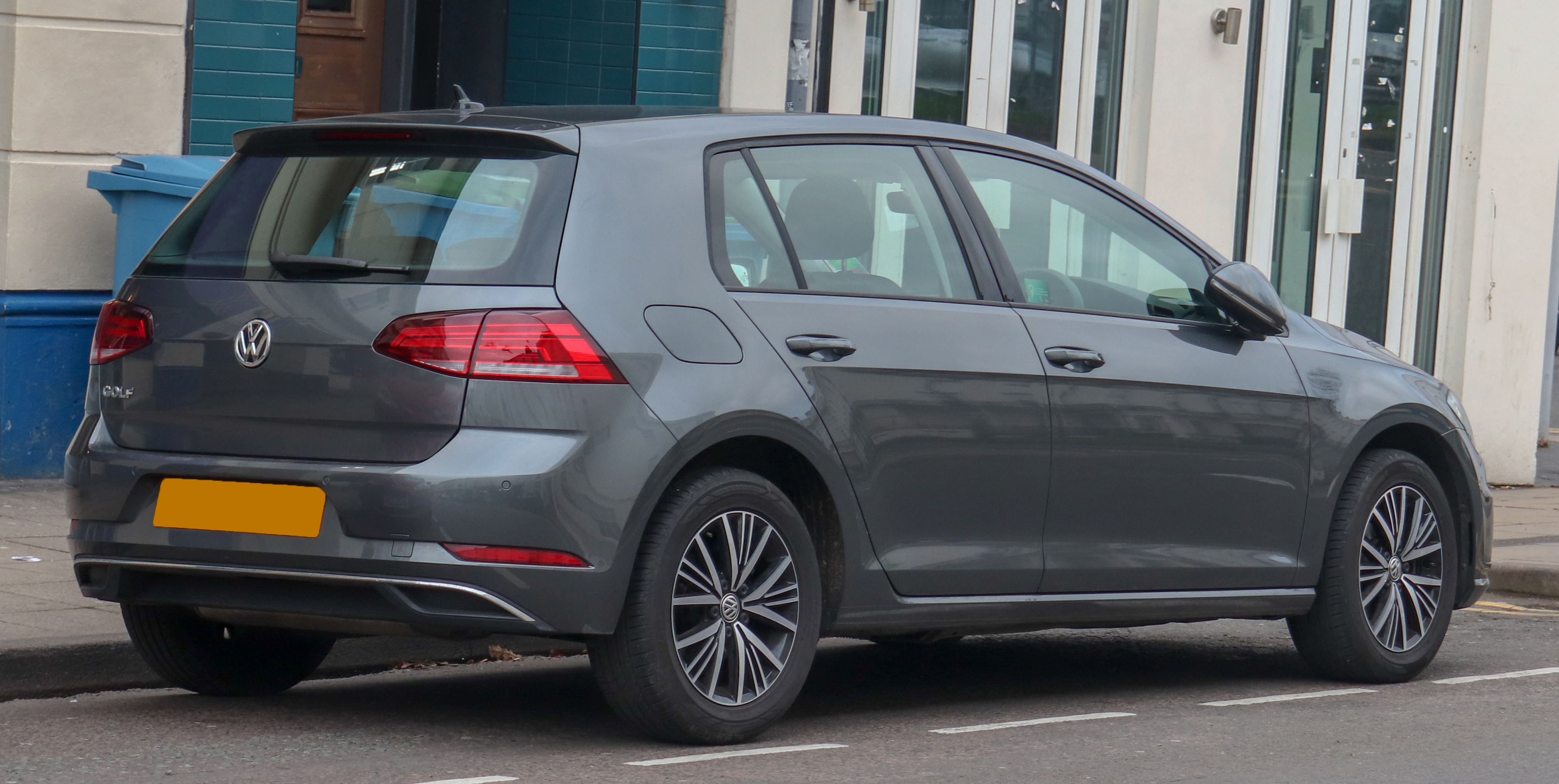
هاچ‌بک ۵ در (فیس‌لیفت)
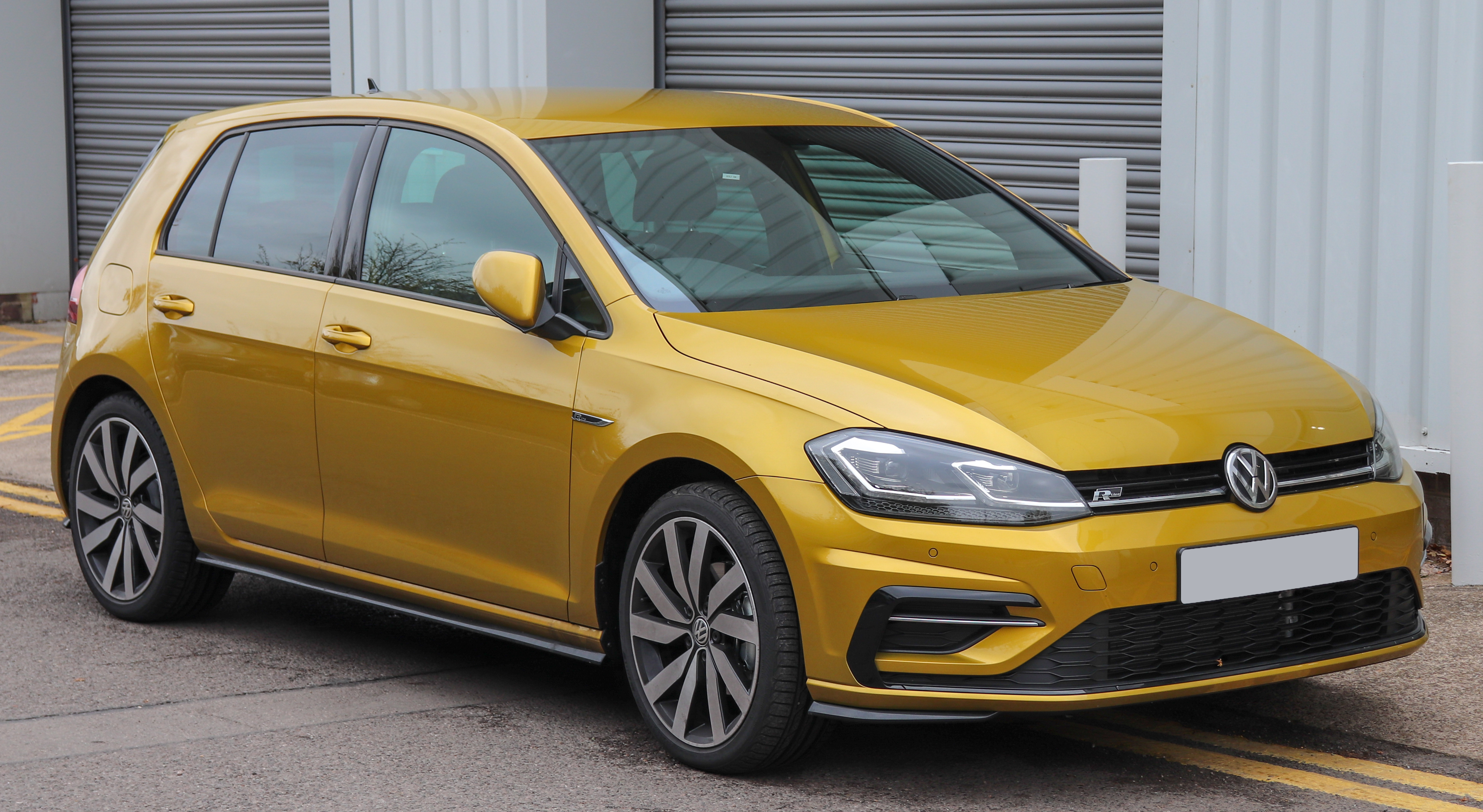
گلف آر-لاین (فیس‌لیفت)
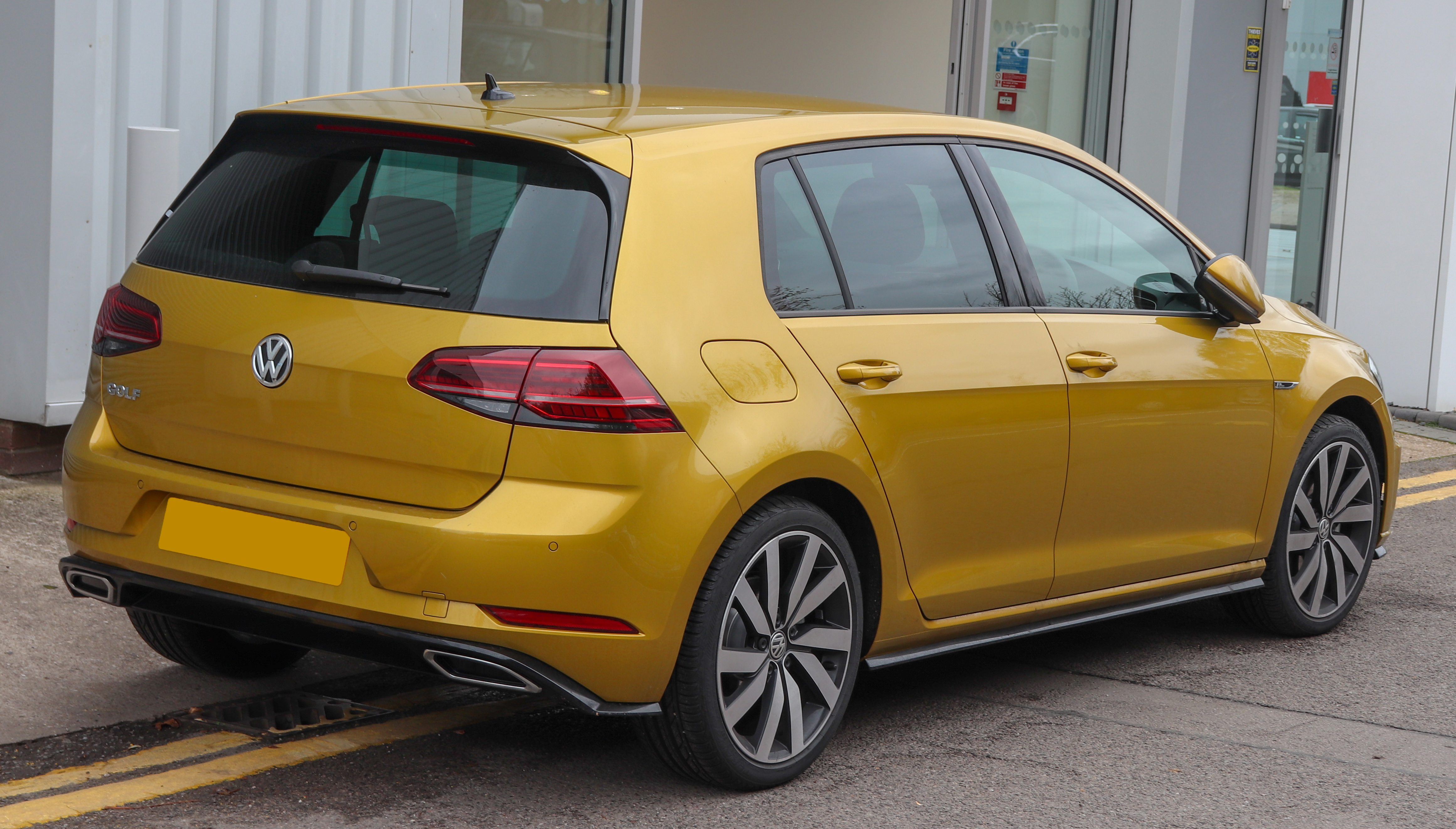
گلف آر-لاین (فیس‌لیفت)
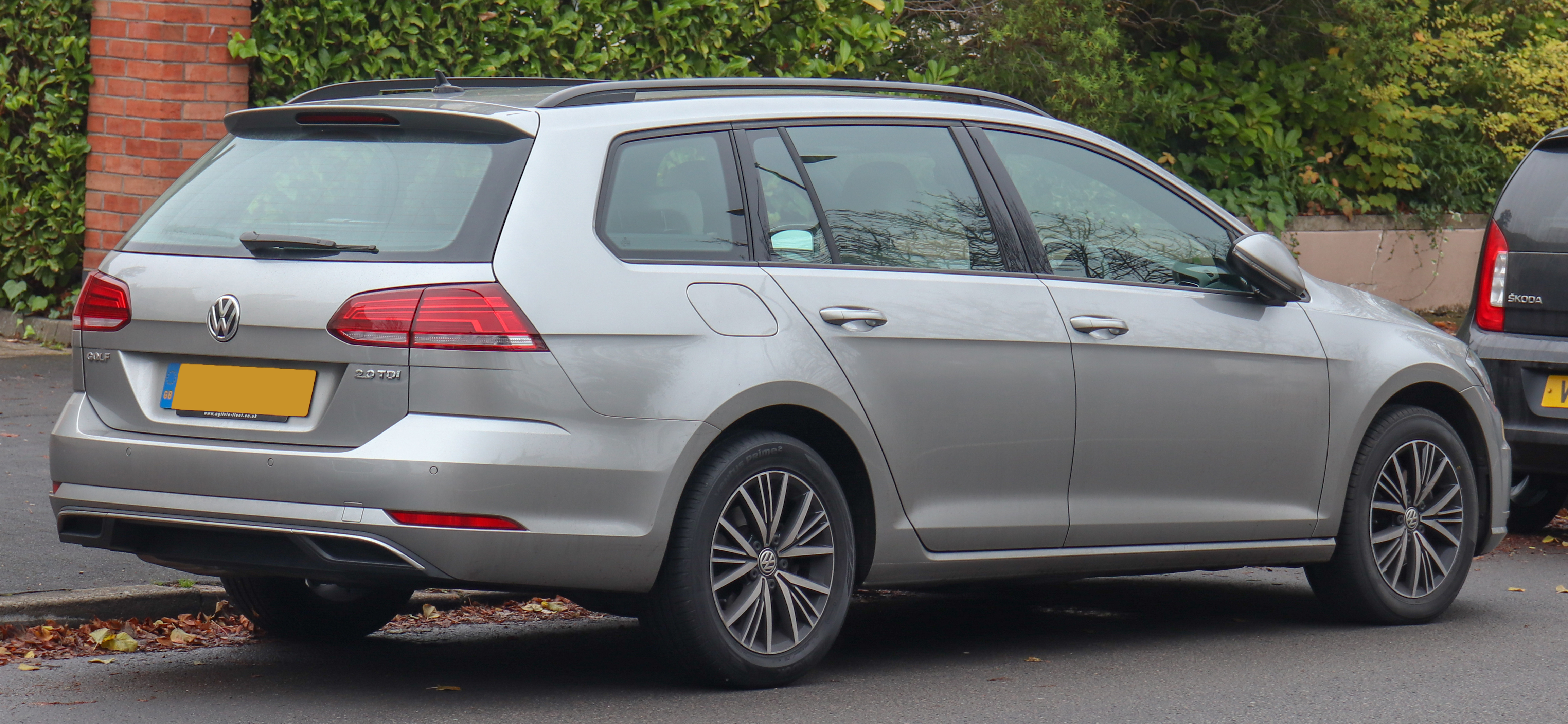
گلف واریانت (فیس‌لیفت)
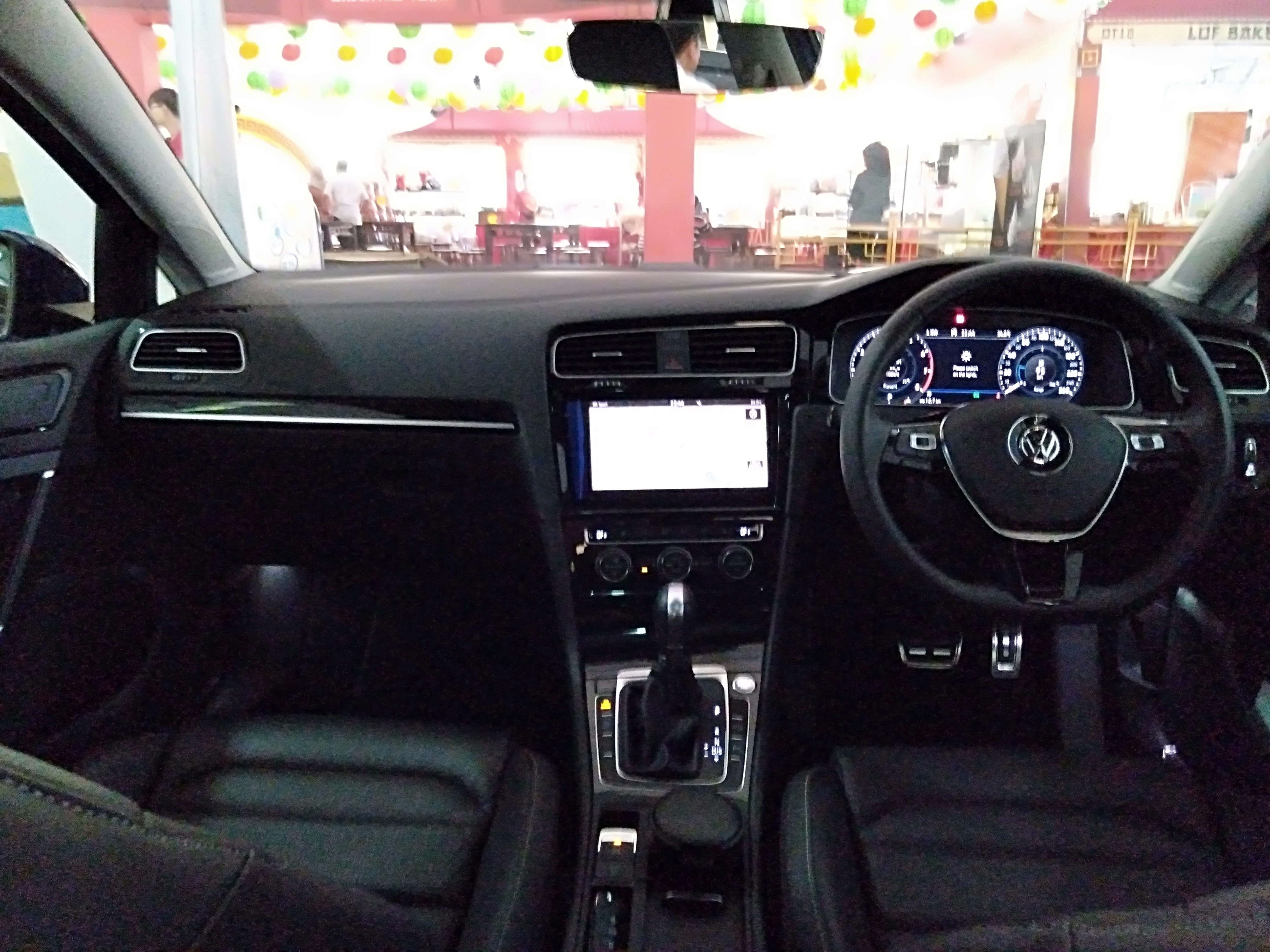
نمای داخلی (فیس‌لیفت)

## پیشرانه
خط گلف در تمام سیستم‌های محرک مربوط موجود است: گلف TSI، از جمله GTI، بنزینی است. گلف TDI، از جمله GTD، موتور دیزلی است. گلف TGI با گاز طبیعی فشرده (CNG) تغذیه می‌شود. e-Golf با برق کار می‌کند. و Golf GTE یک پلاگین هیبریدی است. استفاده از کیت مونتاژ ماتریس عرضی مدولار، ساخت مدل‌های گلف با موتورهای بنزینی، دیزلی، گاز طبیعی، الکتریکی و هیبریدی را از سپر به سپر در کارخانه‌های فولکس واگن امکان‌پذیر می‌سازد. تحویل خرده فروشی e-Golf در آلمان در سه‌ماهه دوم سال ۲۰۱۴ آغاز شد فروش ایالات متحده در بازارهای منتخب در طول سه‌ماهه چهارم سال ۲۰۱۴ آغاز شد. گلف GTE نیز در سه‌ماهه چهارم سال ۲۰۱۴ راه اندازی شد.
همه موتورهای احتراق داخلی سه یا چهار سیلندر هستند:
| موتورهای بنزینی                     | موتورهای بنزینی                     | موتورهای بنزینی | موتورهای بنزینی                                 | موتورهای بنزینی                                | موتورهای بنزینی                        | موتورهای بنزینی                                           | موتورهای بنزینی                 |
| مدل                                 | حجم                                 | قدرت | گشتاور                                          | شتاب ۰–۱۰۰ کیلومتر بر ساعت (۰-۷۲ مایل بر ساعت) | حداکثر سرعت                            | جعبه‌دنده                                                  | نکات                            |
| ----------------------------------- | ----------------------------------- | --- | ----------------------------------------------- | ---------------------------------------------- | -------------------------------------- | --------------------------------------------------------- | ------------------------------- |
| 1.2 TSI BlueMotion                  | ۱٬۱۹۷ سانتی‌متر مکعب (۷۳ اینچ مکعب)  | ۸۵ اسب بخار متری (۶۳ کیلووات؛ ۸۴ اسب بخار) at 4,300–5,300 rpm | ۱۶۰ نیوتن متر (۱۱۸ پوند-فوت) at 1,400–3,500 rpm | 11.9 s                                         | ۱۷۹ کیلومتر بر ساعت (۱۱۱ مایل بر ساعت) | 5-speed manual                                            |                                 |
| 1.2 TSI BlueMotion                  | ۱٬۱۹۷ سانتی‌متر مکعب (۷۳ اینچ مکعب)  | ۱۰۵ اسب بخار متری (۷۷ کیلووات؛ ۱۰۴ اسب بخار) at 5,000 rpm | ۱۷۵ نیوتن متر (۱۲۹ پوند-فوت) at 1,550–4,100 rpm | 10.2 s                                         | ۱۹۲ کیلومتر بر ساعت (۱۱۹ مایل بر ساعت) | 6-speed manual 7-speed DSG                                |                                 |
| 1.0 TSI BlueMotion                  | ۹۹۹ سانتی‌متر مکعب (۶۱ اینچ مکعب)    | ۱۱۵ اسب بخار متری (۸۵ کیلووات؛ ۱۱۳ اسب بخار) at 5,000–5,500 rpm | ۲۰۰ نیوتن متر (۱۴۸ پوند-فوت) at 2,000–3,500 rpm | 9.7 s                                          | ۲۰۴ کیلومتر بر ساعت (۱۲۷ مایل بر ساعت) | 6-speed manual 7-speed DSG                                |                                 |
| 1.4 TSI BlueMotion                  | ۱٬۳۹۰ سانتی‌متر مکعب (۸۵ اینچ مکعب)  | ۱۲۲ اسب بخار متری (۹۰ کیلووات؛ ۱۲۰ اسب بخار) at 5,000 rpm | ۲۰۰ نیوتن متر (۱۴۸ پوند-فوت) at 1,400–4,000 rpm | 9.3 s                                          | ۲۰۳ کیلومتر بر ساعت (۱۲۶ مایل بر ساعت) | 6-speed manual 7-speed DSG                                |                                 |
| 1.4 TSI BlueMotion                  | ۱٬۳۹۰ سانتی‌متر مکعب (۸۵ اینچ مکعب)  | ۱۲۵ اسب بخار متری (۹۲ کیلووات؛ ۱۲۳ اسب بخار) at 5,000–6,000 rpm | ۲۰۰ نیوتن متر (۱۴۸ پوند-فوت) at 1,400–4,000 rpm | 9.1 s                                          | ۲۰۴ کیلومتر بر ساعت (۱۲۷ مایل بر ساعت) | 6-speed manual 7-speed DSG                                | from April 2014                 |
| 1.4 TSI BlueMotion                  | ۱٬۳۹۵ سانتی‌متر مکعب (۸۵ اینچ مکعب)  | ۱۴۰ اسب بخار متری (۱۰۳ کیلووات؛ ۱۳۸ اسب بخار) at 4,500–6,000 rpm | ۲۵۰ نیوتن متر (۱۸۴ پوند-فوت) at 1,500–3,500 rpm | 8.4 s                                          | ۲۱۲ کیلومتر بر ساعت (۱۳۲ مایل بر ساعت) | 6-speed manual 7-speed DSG                                |                                 |
| 1.4 TSI BlueMotion                  | ۱٬۳۹۵ سانتی‌متر مکعب (۸۵ اینچ مکعب)  | ۱۵۰ اسب بخار متری (۱۱۰ کیلووات؛ ۱۴۸ اسب بخار) at 5,000–6,000 rpm | ۲۵۰ نیوتن متر (۱۸۴ پوند-فوت) at 1,500–3,500 rpm | 8.2 s                                          | ۲۱۶ کیلومتر بر ساعت (۱۳۴ مایل بر ساعت) | 6-speed manual 1. speed DSG 2. speed automatic (USA)      | from April 2014 (MY2018 in USA) |
| 1.5 TSI EVO                         | ۱٬۴۹۸ سانتی‌متر مکعب (۹۱ اینچ مکعب)  | ۱۵۰ اسب بخار متری (۱۱۰ کیلووات؛ ۱۴۸ اسب بخار) at 5,000–6,000 rpm | ۲۵۰ نیوتن متر (۱۸۴ پوند-فوت) at 1,500–3,500 rpm | 8.1 s                                          | ۲۱۶ کیلومتر بر ساعت (۱۳۴ مایل بر ساعت) | 6-speed manual 7-speed DSG                                |                                 |
| ۱٫۶                                 | ۱٬۵۹۸ سانتی‌متر مکعب (۹۸ اینچ مکعب)  | ۱۱۰ اسب بخار متری (۸۱ کیلووات؛ ۱۰۸ اسب بخار) at 3050–4800 rpm | ۱۶۴ نیوتن متر (۱۲۱ پوند-فوت) at 3400–4700 rpm   | 13.6 s                                         | ۱۹۰ کیلومتر بر ساعت (۱۱۸ مایل بر ساعت) | 5-speed manual                                            | Brazil, Chile, Colombia         |
| 1.8 TSI                             | ۱٬۷۹۸ سانتی‌متر مکعب (۱۱۰ اینچ مکعب) | ۱۷۲ اسب بخار متری (۱۲۷ کیلووات؛ ۱۷۰ اسب بخار) at 4,800–6,200 rpm | ۲۷۰ نیوتن متر (۱۹۹ پوند-فوت) at 1,600–4,200 rpm | 7.6 s                                          | ۲۰۹ کیلومتر بر ساعت (۱۳۰ مایل بر ساعت) | 5-speed manual 1. speed Tiptronic 2. speed DSG (AWD only) | North America                   |
| GTE                                 | ۱٬۳۹۵ سانتی‌متر مکعب (۸۵ اینچ مکعب)  | GTE Hybrid mode—۲۰۵ اسب بخار متری (۱۵۱ کیلووات؛ ۲۰۲ اسب بخار) at 3,750–6,000 rpm Electric Motor—۱۰۰ اسب بخار متری (۷۴ کیلووات؛ ۹۹ اسب بخار) Petrol Motor—۱۵۰ اسب بخار متری (۱۱۰ کیلووات؛ ۱۴۸ اسب بخار) | ۳۵۰ نیوتن متر (۲۵۸ پوند-فوت) at 1,500–4,000 rpm | 7.6 s                                          | ۲۲۲ کیلومتر بر ساعت (۱۳۸ مایل بر ساعت) | 6-speed DSG                                               | EU                              |
| GTI (2013-2016)                     | ۱٬۹۸۴ سانتی‌متر مکعب (۱۲۱ اینچ مکعب) | ۲۲۰ اسب بخار متری (۱۶۲ کیلووات؛ ۲۱۷ اسب بخار) at 4,500-6,200 rpm | ۳۵۰ نیوتن متر (۲۵۸ پوند-فوت) at 1,500-4,400 rpm | 6.3 s                                          | ۲۴۶ کیلومتر بر ساعت (۱۵۳ مایل بر ساعت) | 6-speed manual 6-speed DSG                                |                                 |
| GTI Performance Package (2013-2016) | ۱٬۹۸۴ سانتی‌متر مکعب (۱۲۱ اینچ مکعب) | ۲۳۰ اسب بخار متری (۱۶۹ کیلووات؛ ۲۲۷ اسب بخار) at 4,700-6,200 rpm | ۳۵۰ نیوتن متر (۲۵۸ پوند-فوت) at 1,500-4,600 rpm | 6.2 s                                          | ۲۵۰ کیلومتر بر ساعت (۱۵۵ مایل بر ساعت) | 6-speed manual 7-speed DSG                                |                                 |
| GTI (2016-2020)                     | ۱٬۹۸۴ سانتی‌متر مکعب (۱۲۱ اینچ مکعب) | ۲۳۰ اسب بخار متری (۱۶۹ کیلووات؛ ۲۲۷ اسب بخار) at 4,500-6,200 rpm | ۳۵۰ نیوتن متر (۲۵۸ پوند-فوت) at 1,500-4,400 rpm | 6.2 s                                          | ۲۴۶ کیلومتر بر ساعت (۱۵۳ مایل بر ساعت) | 6-speed manual 6-speed DSG                                |                                 |
| GTI Performance Package (2016-2020) | ۱٬۹۸۴ سانتی‌متر مکعب (۱۲۱ اینچ مکعب) | ۲۴۵ اسب بخار متری (۱۸۰ کیلووات؛ ۲۴۲ اسب بخار) at 4,700-6,200 rpm | ۳۷۰ نیوتن متر (۲۷۳ پوند-فوت) at 1,500-4,600 rpm | 6.0 s                                          | ۲۵۰ کیلومتر بر ساعت (۱۵۵ مایل بر ساعت) | 6-speed manual 7-speed DSG                                |                                 |
| GTI Clubsport (2016)                | ۱٬۹۸۴ سانتی‌متر مکعب (۱۲۱ اینچ مکعب) | ۲۶۵ اسب بخار متری (۱۹۵ کیلووات؛ ۲۶۱ اسب بخار) at 5,350-6,600rpm | ۳۷۰ نیوتن متر (۲۷۳ پوند-فوت) at 1,700-5,300rpm  | 5.9 s                                          | ۲۵۰ کیلومتر بر ساعت (۱۵۵ مایل بر ساعت) | 6-speed manual 7-speed DSG                                |                                 |
| GTI Clubsport S                     | ۱٬۹۸۴ سانتی‌متر مکعب (۱۲۱ اینچ مکعب) | ۳۱۰ اسب بخار متری (۲۲۸ کیلووات؛ ۳۰۶ اسب بخار) at 4,700-6,200 rpm | ۳۸۵ نیوتن متر (۲۸۴ پوند-فوت) at 1,500-4,600 rpm | 5.7 s                                          | ۲۵۰ کیلومتر بر ساعت (۱۵۵ مایل بر ساعت) | 6-speed manual 7-speed DSG                                |                                 |
| GTI TCR (2019)                      | ۱٬۹۸۴ سانتی‌متر مکعب (۱۲۱ اینچ مکعب) | ۲۹۰ اسب بخار متری (۲۱۳ کیلووات؛ ۲۸۶ اسب بخار) at 5,400-6,400 rpm | ۳۸۰ نیوتن متر (۲۸۰ پوند-فوت) at 1,800-5,300 rpm | 5.6 s                                          | ۲۵۰ کیلومتر بر ساعت (۱۵۵ مایل بر ساعت) | 7-speed DSG                                               |                                 |
| R (2014-2016)                       | ۱٬۹۸۴ سانتی‌متر مکعب (۱۲۱ اینچ مکعب) | ۳۰۰ اسب بخار متری (۲۲۱ کیلووات؛ ۲۹۶ اسب بخار) at 5,500-6,200 rpm | ۳۸۰ نیوتن متر (۲۸۰ پوند-فوت) at 1,800-5,500 rpm | 4.9 s                                          | ۲۵۰ کیلومتر بر ساعت (۱۵۵ مایل بر ساعت) | 6-speed manual 6-speed DSG                                | CJXC                            |
| R (2016-2018)                       | ۱٬۹۸۴ سانتی‌متر مکعب (۱۲۱ اینچ مکعب) | ۳۱۰ اسب بخار متری (۲۲۸ کیلووات؛ ۳۰۶ اسب بخار) at 5,500-6,200 rpm | ۳۸۰ نیوتن متر (۲۸۰ پوند-فوت) at 1,800-5,500 rpm | 4.9 s                                          | ۲۵۰ کیلومتر بر ساعت (۱۵۵ مایل بر ساعت) | 6-speed manual 7-speed DSG                                | DJHA                            |
| R (2018-2020)                       | ۱٬۹۸۴ سانتی‌متر مکعب (۱۲۱ اینچ مکعب) | ۳۰۰ اسب بخار متری (۲۲۱ کیلووات؛ ۲۹۶ اسب بخار) at 5,500-6,200 rpm | ۴۰۰ نیوتن متر (۲۹۵ پوند-فوت) at 1,800-5,500 rpm | 4.9 s                                          | ۲۵۰ کیلومتر بر ساعت (۱۵۵ مایل بر ساعت) | 6-speed manual 7-speed DSG                                | DNUE                            |
| موتورهای دیزل                       |                                     | |                                                 |                                                |                                        |                                                           |                                 |
| مدل                                 | حجم                                 | قدرت | گشتاور                                          | شتاب ۰–۱۰۰ کیلومتر بر ساعت (۰-۷۲ مایل بر ساعت) | حداکثر سرعت                            | جعبه‌دنده                                                  | نکات                            |
| 1.6 TDI BlueMotion (CLHB)           | ۱٬۵۹۸ سانتی‌متر مکعب (۹۸ اینچ مکعب)  | ۹۰ اسب بخار متری (۶۶ کیلووات؛ ۸۹ اسب بخار) at 2750–4800 rpm | ۲۳۰ نیوتن متر (۱۷۰ پوند-فوت) at 1400–2700 rpm   | 12.9 s                                         | ۱۸۵ کیلومتر بر ساعت (۱۱۵ مایل بر ساعت) | 5-speed manual 7-speed DSG                                |                                 |
| 1.6 TDI BlueMotion (CLHA)           | ۱٬۵۹۸ سانتی‌متر مکعب (۹۸ اینچ مکعب)  | ۱۰۵ اسب بخار متری (۷۷ کیلووات؛ ۱۰۴ اسب بخار) at 3,000–4,000 rpm | ۲۵۰ نیوتن متر (۱۸۴ پوند-فوت) at 1,500–2,750 rpm | 10.7 s                                         | ۱۹۲ کیلومتر بر ساعت (۱۱۹ مایل بر ساعت) | 5-speed manual 7-speed DSG                                |                                 |
| 1.6 TDI BlueMotion (CLHA)           | ۱٬۵۹۸ سانتی‌متر مکعب (۹۸ اینچ مکعب)  | ۱۱۵ اسب بخار متری (۸۵ کیلووات؛ ۱۱۳ اسب بخار) at 3,000–4,000 rpm | ۲۵۰ نیوتن متر (۱۸۴ پوند-فوت) at 1,500–3,200 rpm | 10.2 s                                         | ۱۹۸ کیلومتر بر ساعت (۱۲۳ مایل بر ساعت) | 5-speed manual 7-speed DSG                                |                                 |
| 2.0 TDI                             | ۱٬۹۶۸ سانتی‌متر مکعب (۱۲۰ اینچ مکعب) | ۱۵۰ اسب بخار متری (۱۱۰ کیلووات؛ ۱۴۸ اسب بخار) at 4,400 rpm | ۳۲۰ نیوتن متر (۲۳۶ پوند-فوت) at 1,750–3,000 rpm | 8.6 s                                          | ۲۱۶ کیلومتر بر ساعت (۱۳۴ مایل بر ساعت) | 6-speed manual 6-speed DSG                                |                                 |
| 2.0 TDI BlueMotion (CKFC)           | ۱٬۹۶۸ سانتی‌متر مکعب (۱۲۰ اینچ مکعب) | ۱۵۰ اسب بخار متری (۱۱۰ کیلووات؛ ۱۴۸ اسب بخار) at 3,500–4,000 rpm | ۳۴۰ نیوتن متر (۲۵۱ پوند-فوت) at 1,750–3,000 rpm | 8.6 s                                          | ۲۱۶ کیلومتر بر ساعت (۱۳۴ مایل بر ساعت) | 6-speed manual 7-speed DSG                                |                                 |
| GTD (CUNA / DGCA / CUP)             | ۱٬۹۶۸ سانتی‌متر مکعب (۱۲۰ اینچ مکعب) | ۱۸۴ اسب بخار متری (۱۳۵ کیلووات؛ ۱۸۱ اسب بخار) at 3,500–4,000 rpm | ۳۸۰ نیوتن متر (۲۸۰ پوند-فوت) at 1,750–3,250 rpm | 7.5 s                                          | ۲۳۰ کیلومتر بر ساعت (۱۴۳ مایل بر ساعت) | 6-speed manual 1. speed DSG 2. speed DSG                  |                                 |
| موتورهای برقی                       |                                     | |                                                 |                                                |                                        |                                                           |                                 |
| مدل                                 | نوع                                 | قدرت | گشتاور                                          | شتاب ۰–۱۰۰ کیلومتر بر ساعت (۰-۷۲ مایل بر ساعت) | حداکثر سرعت                            | جعبه‌دنده                                                  | نکات                            |
| e-GOLF (EAGA)                       | Electric Motor                      | ۱۳۶ اسب بخار متری (۱۰۰ کیلووات؛ ۱۳۴ اسب بخار) | ۲۹۰ نیوتن متر (۲۱۴ پوند-فوت)                    | 9.6 s                                          | ۱۵۰ کیلومتر بر ساعت (۹۳ مایل بر ساعت)  | Single-speed automatic                                    | 35.8 kWh battery                |
| e-GOLF (EAGA)                       | Electric Motor                      | ۱۱۵ اسب بخار متری (۸۵ کیلووات؛ ۱۱۳ اسب بخار) | ۲۷۰ نیوتن متر (۱۹۹ پوند-فوت)                    | 9.6 s                                          | ۱۴۰ کیلومتر بر ساعت (۸۷ مایل بر ساعت)  | Single-speed automatic                                    | 24.2 kWh battery                |

## جوایز
- لیست ۱۰ بهترین خودرو و راننده سال 2019[۹۵]
- خودروی سال آمریکای شمالی 2015[۹۶]
- خودروی سال ۲۰۱۵ ترند موتور[۹۷]
- خودروی سال اروپا 2013[۹۸]
- خودروی سال ۲۰۱۳ جهان[۹۹]
- خودروی سال ۲۰۱۳ ژاپن[۱۰۰]
- خودروی وارداتی سال ۲۰۱۳–۲۰۱۴ ژاپن
- ۲۰۱۴ وات کار؟ -بهترین ماشین استیشن (بریتانیا)
- خودروی سال ۲۰۱۳ ویلز (استرالیا)[۱۰۱]
- 2013 Cars Guide Cars Car of the Year (استرالیا)[۱۰۲]

## گلف اسپورتس‌ون/اس‌وی
گلف اسپورتس‌ون یا گلف اس‌وی، یک کامپکت ام‌پی‌وی پنج در است که توسط خودروساز آلمانی فولکس واگن بین سال‌های ۲۰۱۴ تا ۲۰۲۰ طراحی و تولید شد. این خودرو که در نمایشگاه خودروی فرانکفورت ۲۰۱۳ به عنوان کانسپت اسپورت فولکس واگن معرفی شد و در زیر توران هفت نفره در کاتالوگ محصولات این شرکت قرار گرفت. گلف اس‌وی برگرفته از گلف ام‌کا۷ و بر اساس پلت فرم MQB است و همچنین در کارخانه ولفسبورگ در کنار این خودرو مونتاژ شد. در مقابل طول ۴۳۳۸ میلی‌متری گلف هاچ‌بک استاندارد، اس‌وی جدید ۱۳۴ میلی‌متر بلندتر از گلف پلاس جایگزین شده، ۸۳ میلی‌متر بلندتر از گلف هاچ بک و ۲۲۴ میلی‌متر کوتاه‌تر از گلف استیت است.